# Spoorlijn Apeldoorn - Zwolle
De Spoorlijn Apeldoorn-Zwolle, bijgenaamd Baronnenlijn (en het korte stukje naar Paleis Het Loo Paleislijn of Loolijn), is een voormalige spoorlijn in Nederland. De lijn werd tussen 1887 en 1889 door de Koninklijke Nederlandsche Locaalspoorweg-Maatschappij aangelegd en verbond Apeldoorn met Zwolle. In 1913 werd nog een zijtak van Hattem naar Kampen Zuid aangelegd. Deze tak bleek al snel onrendabel en werd in 1933 gesloten. In 1950 werd ook op de rest van de lijn het personenvervoer gestaakt, in 1972 gevolgd door het goederenvervoer op de resterende delen. 
De voormalige spoorlijn is na 1972 grotendeels geasfalteerd en sindsdien in gebruik als fietsroute. Het lijntje naar de ingang van Paleis Het Loo is een oprijlaan met bomen geworden.

## Etymologie
Zijn bijnaam Baronnenlijn dankte de lijn aan de vele (adellijke) notabelen die woonden in de plaatsen langs het spoor. De Loolijn dankt zijn naam aan de verbinding met Paleis Het Loo.

## Geschiedenis

### Loolijn
In 1876 werd Paleis Het Loo middels een 3,3 km lange aftakking aangesloten op de Oosterspoorweg. Het paleis was via de zogenaamde Loolijn rechtstreeks per spoor vanuit Den Haag te bereiken. Het aanvankelijke plan was om het perron op de bassecour, het voorplein van het paleis, te bouwen, maar op aanraden van een hofarchitect werd dit het einde van de oprijlaan, pal voor het toegangshek. De eerste rit van koning Willem III, die de lijn had laten aanleggen, geschiedde op 1 mei van dat jaar. Hij kwam die dag om 19:20 (vijf minuten later dan gepland) aan op Het Loo. Op 10 maart had reeds een proefrit tussen Amersfoort en Het Loo plaatsgevonden. Op 15 mei volgde de officiële ingebruikname.

### Baronnenlijn

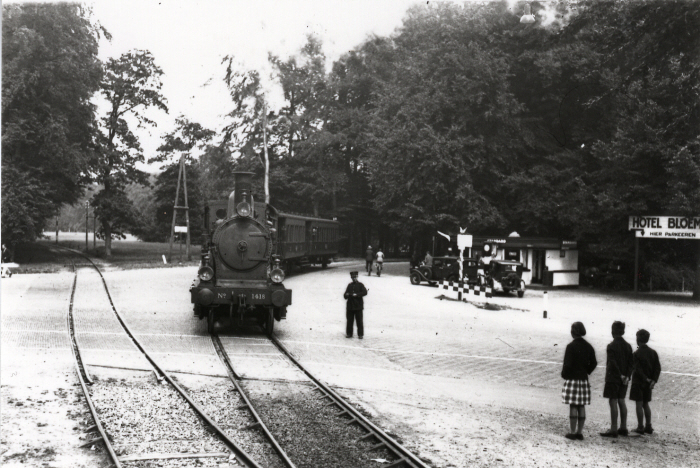
Aftakkend spoor naar Paleis Het Loo

In 1880 werd de Koninklijke Nederlandsche Locaalspoorweg-Maatschappij opgericht. Deze maatschappij legde vanuit Apeldoorn verschillende spoorlijnen aan. Zo kwam er ook een spoorlijn naar Zwolle. Deze lijn sloot ten westen van het Apeldoornse station aan op het lijntje naar Het Loo. Even voor het paleis takte de lijn af richting Vaassen, Epe en Hattem. Bij Hattemerbroek sloot de spoorlijn aan op de zogenaamde Centraalspoorweg van de NCS. De KNLS kon zo gebruikmaken van de bestaande IJsselbrug. In 1887 werd het baanvak tussen Apeldoorn en Hattem in gebruik genomen. De treinen reden hier tot een tijdelijk station bij het NCS-station Hattemerbroek. In 1889 werd de spoorlijn hier aangesloten op de NCS-lijn naar Zwolle. Die treindienst werd geëxploiteerd door de HSM. De treinen uit Apeldoorn kwamen in Zwolle niet aan achter het stationsgebouw zoals de treinen van de overige spoorlijnen, maar op het plein voor het station.
In 1890 overleed Koning Willem III op Het Loo. Zijn stoffelijk overschot werd op 1 december van dat jaar per koninklijke trein, die in 1872 op last van hemzelf gebouwd was, naar Den Haag vervoerd. Deze trok de katafalkwagen waarin het lichaam was opgebaard. Ook reisden zijn paarden mee in stalrijtuigen. Vanaf 1898 reden er extra personeelstreinen naar een in dat jaar stopplaats aan de Ritbroekdwarsstraat bij het bedrijf Möbus en Panhuyzen. Ook na de overname van dat bedrijf door TIMA bleven er extra treinen naartoe rijden. In 1910 reden de laatste personeelstreinen naar dit bedrijf; wel werd de stopplaats nog tot 1933 door reguliere treinen bediend. Tijdens de Tweede Wereldoorlog werd de stopplaats tijdelijk door de Duitsers heropend, maar uitsluitend voor goederenvervoer: zo werden er bijvoorbeeld vliegtuigonderdelen gemaakt en gerepareerd in het naastgelegen bedrijfspand. Ook andere fabrieken langs de Baronnenlijn hadden een spooraansluiting, zoals steenfabriek De Veluwe.

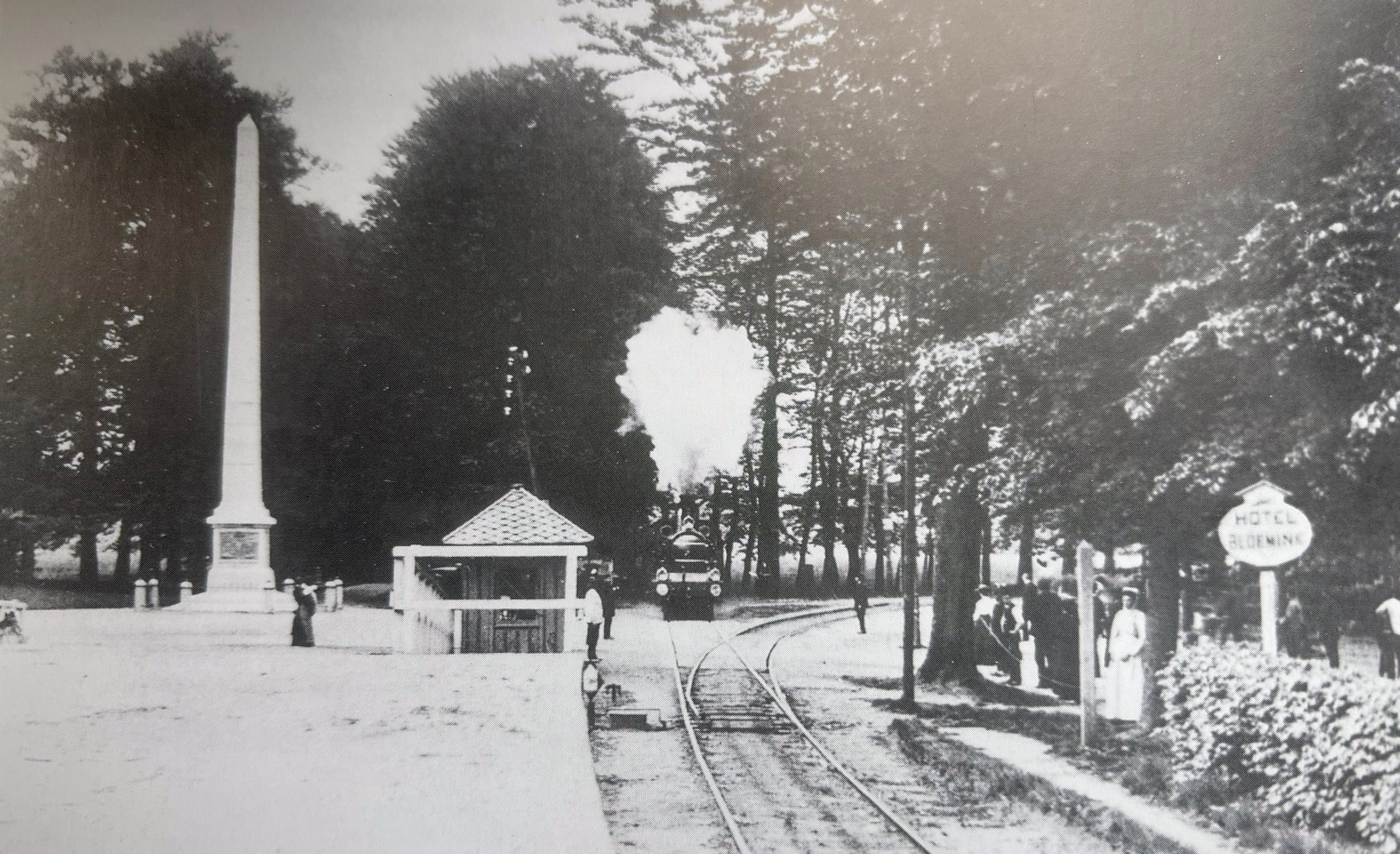
Laad- en losplaats bij de lijnsplitsing, met trein komende vanaf het paleis (ca. 1914)

Bij de Gedenknaald in Apeldoorn, op het punt waar de (korte) Paleislijn begon en de Baronnenlijn naar Zwolle naar rechts aftakte, lag een laad- en losplaats voor het paleis. Deze werd gebruikt voor het aanleveren van goederen, maar ook voor het rangeren van stalrijtuigen van de paarden, die hier op- en afgeladen werden. De laad- en losplaats was reeds in 1876, bij de aanleg van de Paleis- of Loolijn, aanwezig. In eerste instantie bestond de plaats uit een zijperron langs het doorgaande spoor; in 1891 werd een extra spoor aan de linkerzijde van het perron toegevoegd (uiterst links op de foto hiernaast), waardoor een eilandperron ontstond. De laad- en losplaats eindigde pal voor de Gedenknaald en een bijbehorend overwegwachtershuisje. Naast het huisje stond - naast de naald - tevens een wisselsein, dat bediend werd door de overwegwachter. Als de witte ruit zichtbaar was, betekende dat dat er sprake van rechtdoorgaand verkeer was, oftewel een trein van/naar het paleis. Rechts van de laad- en losplaats, naast het spoor, stond Hotel Bloemink.

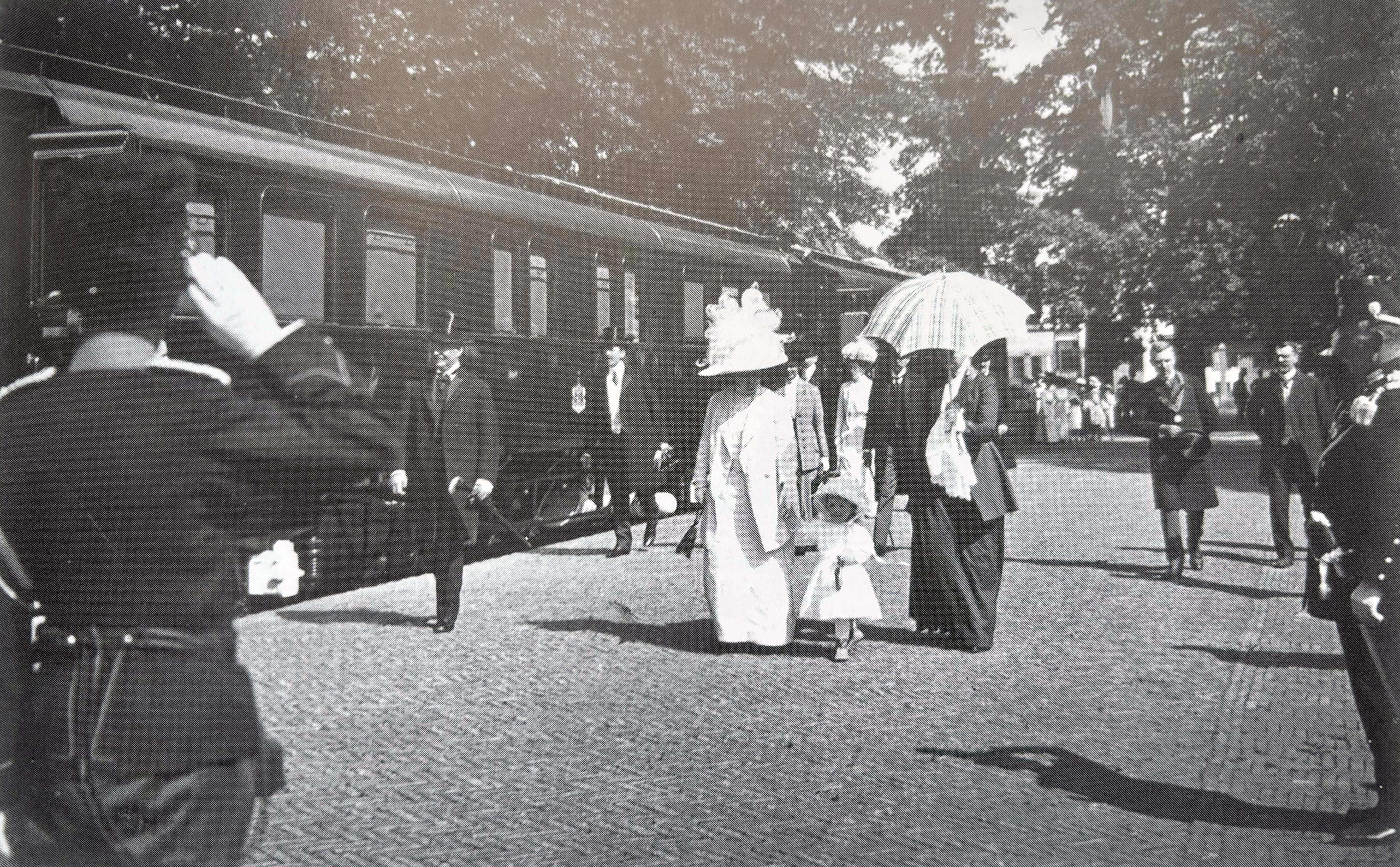
Trein bij Paleis Het Loo met koningin Wilhelmina en Prinses Juliana (ca. 1911)

Op 7 februari 1903, tijdens de grote spoorwegstakingen, reisde koningin Wilhelmina onder militaire begeleiding naar Den Haag. Twee maanden later, in april, reed de nieuwe koninklijke trein voor bij het paleis om aan koningin Wilhelmina te worden aangeboden. In 1908 werd het koninklijke perron bij Het Loo met 80 meter verlengd, zodat er langere treinen (van zowel het Nederlandse koningshuis als buitenlandse gasten) konden halteren. In een document van 1 februari 1943 werd nogmaals een voorstel gedaan om het perron met 40 meter te verlengen, ditmaal door de Duitse bezetter, maar dat werd niet uitgevoerd. Rond 1920 presenteerde een delegatie van burgemeester en wethouders van Apeldoorn plannen om het tracé te verleggen en te onderzoeken of de lijn kon worden omgebouwd van spoor- naar tramlijn. De koningin liet echter haar ongenoegen weten en wees het plan af. In 1922 werden de oude rails tussen Apeldoorn en Paleis Het Loo (Loolijn) vervangen door een zwaardere variant. Kort daarop volgde ook het trajectdeel tussen Apeldoorn en Hattemerbroek.
In 1944, tijdens de Tweede Wereldoorlog, werd de Loolijn tijdelijk opgebroken, als gevolg van spooreisen van de Duitse bezetter. Na de oorlog werd de aansluiting opnieuw aangelegd. Tussen 1924 en 1935 werd met name buiten de spitsuren gereden met treinen van het type omBC met benzinemotor, om de concurrentie met de in opkomst zijnde autobus aan te gaan. Er werd om het uur gereden, met extra treinen (stoomtreinen) in de spitsuren. Daarna verdwenen de omBC's tijdelijk van het toneen, maar in de loop van 1936 werden ze op delen van de dag opnieuw ingezet en vanaf 1937 keerden ze definitief terug (met aanvulling van twee stoomtreinen in de spitsuren, net als eerder het geval was). Vanaf 1940 werd de lijn wederom geheel teruggebracht op stoom, ditmaal in verband met brandstofschaarste als gevolg van de oorlog. Reeds een jaar eerder, op 4 september, werd de dienstregeling teruggebracht tot twee treinen per dag, in verband met de mobilisatie. Ook werd vanaf mei 1940 Hattemerbroek ingesteld als tijdelijk eindpunt van de lijn, daar de spoorbrug over de IJssel was opgeblazen. Deze situatie bleef tot en met het herstel ervan in 1946 gehandhaafd.

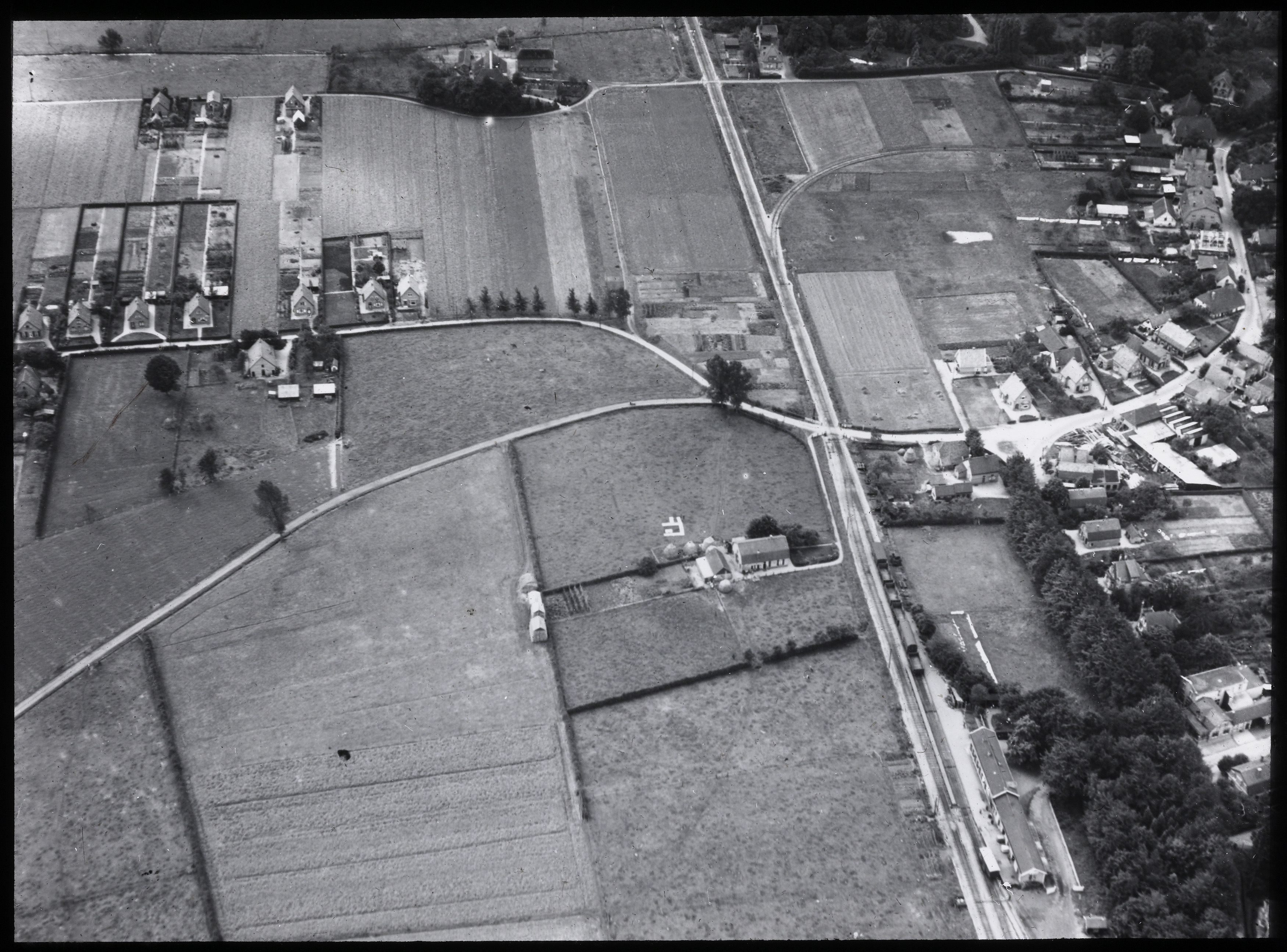
Luchtfoto van station Vaassen en de omgeving tussen 1920 en 1940

In mei 1945 was het herstel van de schade, als gevolg van de oorlog, aan de spoorlijn gereed. Desalniettemin was het wachten op materieel, daar veel treinen ook schade hadden opgelopen. In de tussentijd werd er, vanaf 1 juli, een vervangende busdienst ingelegd. Op 15 augustus werd met een versierde proeftrein, bestaande uit een Engelse stoomlocomotief en enkele wagons, vanuit Amersfoort over de lijn gereden. Twee maanden later, op 1 oktober, werd het personenvervoer hervat, behalve tussen Hattem en Zwolle, waar tot 6 oktober 1946 een treinvervangende bus bleef rijden. De wagons waren afkomstig uit Zweden en kregen vanwege het ontwerp al snel de bijnaam tuinhuisjes. De reactivering was echter van korte duur, want op 8 oktober 1950 werd het personenvervoer alweer opgeheven. Het traject van Heerde naar Wapenveld werd hierbij direct geheel buiten dienst gesteld.
Na Wilhelmina’s troonsafstand in 1948 raakte de Loolijn, die direct naar het paleis liep, in onbruik. In 1954 werd de aansluiting opgebroken. In 1970 werd het goederenvervoer tussen Wapenveld en Hattem beëindigd. Tussen 1950 en 1972 reden er nog wel excursietreinen van de NVBS over de lijn. De laatste goederentreinen tussen Hattem en Hattemerbroek en tussen Heerde en Apeldoorn verdwenen in 1972 van de spoorlijn. In de laatste jaren was de lijn nog voorzien van modernere beveiliging, te weten AHOBs. De rails werden niet lang na de sluiting opgebroken. Sindsdien is een groot deel van het oude spoorwegtracé in gebruik als fietspad.

### Na de sluiting
Het personenvervoer op het traject tussen Apeldoorn en Zwolle werd na het opheffen van de spoorlijn overgenomen door bussen van de VAD. Van december 2010 tot en met medio december 2020 reed de Veluwelijn van Syntus op het traject. Sindsdien is de dienst overgenomen door snelRRReis-lijn 201 van EBS, die het hele traject aflegt zonder te stoppen op tussengelegen haltes.

## Tramlijn
In 1897 werd door de Apeldoornsche Tram Maatschappij een paardentram aangelegd vanaf station Apeldoorn tot aan Het Loo over de Loolaan. Deze tramlijn werd in 1922 opgeheven. De houten remise hiervan is opgeslagen in een loods en in 2018 werd onderzocht of deze heropgebouwd kon worden. Er bleek echter veel schade te zijn, waardoor extra investeringen voor herstel en replica-onderdelen nodig was.

## Stations en gebouwen

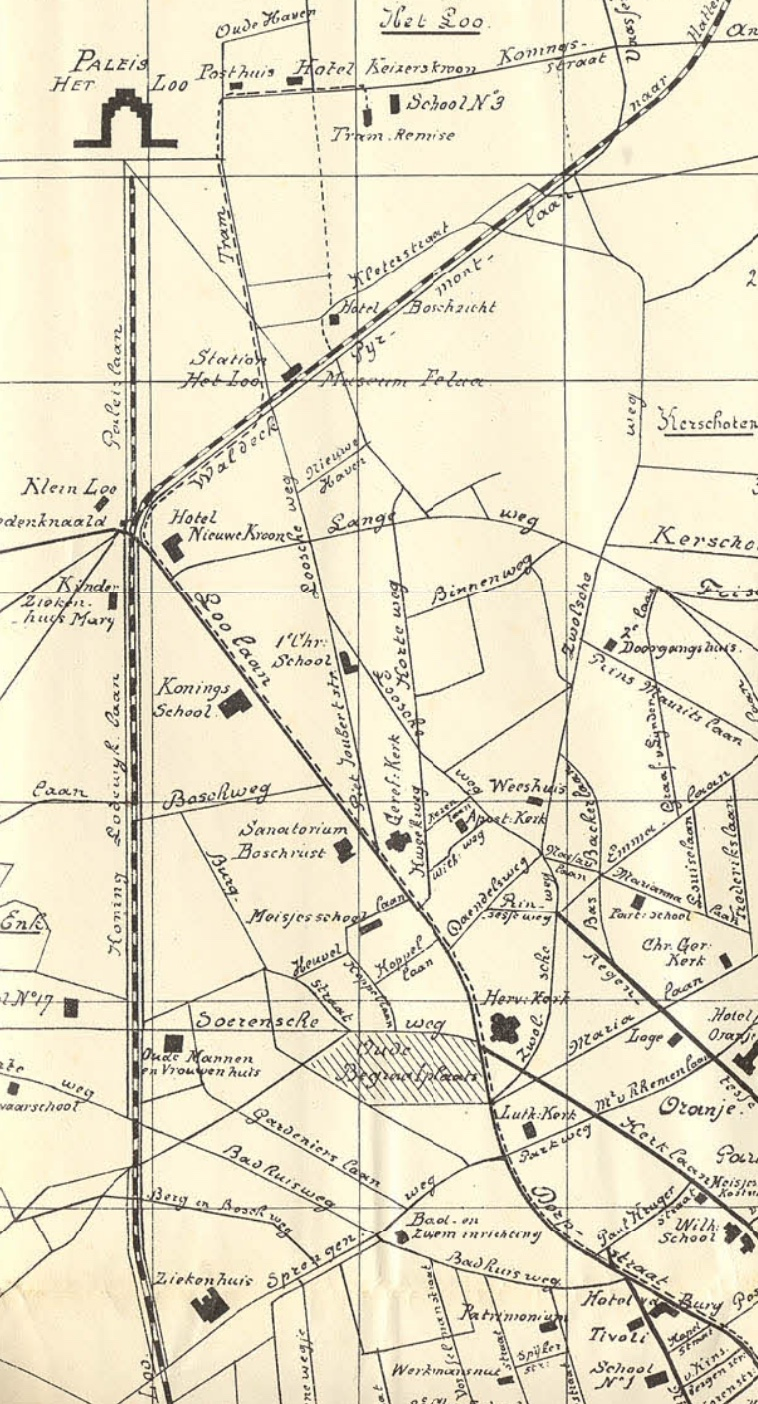
Traject van de Loolijn

Langs de spoorlijn werden voornamelijk de standaardstations van de KNLS gebouwd. Het Loo kreeg in 1886 een uniek ontwerp. In Apeldoorn en Hattemerbroek werd gebruikgemaakt van de bestaande stations van respectievelijk de HSM en de NCS. Epe, Heerde en Hattem kregen grote stationsgebouwen van het type 1e klasse. In Vaassen werd een standaard stationsgebouw 2e klasse gebouwd. Emst en Wapenveld kregen een stationsgebouw 3e klasse. Kampen Zuid kreeg in 1913 een stationsgebouw in de stijl die bij de HSM gebruikelijk was. Dit gebouw werd na ruim twintig jaar alweer gesloopt. Behalve het stationsgebouw van Wapenveld, Heerde en Vaassen zijn alle gebouwen na de sluiting van de Baronnenlijn begin jaren 70 gesloopt.
Overzicht stations langs de spoorlijn Apeldoorn - Zwolle:
| Station             | Geopend | Gesloten | Gebouw                                               |
| ------------------- | ------- | -------- | ---------------------------------------------------- |
| Apeldoorn           | 1876    | -        | 1875; HIJSM, 1e gebouw, uniek ontwerp                |
| Ritbroekdwarsstraat | 1898    | 1933     | Geen                                                 |
| Het Loo             | 1887    | 1950     | Geen; uniek ontwerp van Bogaerts, gesloopt in 1964   |
| Wenum               | 1887    | 1938     | Geen; gesloopt rond 1950                             |
| Vaassen             | 1887    | 1950     | 1886; KNLS, 1e gebouw, Standaardtype KNLS 2e klasse  |
| Emst                | 1887    | 1938     | Geen; gesloopt in 1974                               |
| Epe                 | 1887    | 1950     | Geen; Standaardtype KNLS 1e klasse, gesloopt in 1969 |
| Heerde              | 1887    | 1950     | Geen; Standaardtype KNLS 1e klasse, gesloopt in 1960 |
| Wapenveld           | 1887    | 1950     | Geen; Standaardtype KNLS 3e klasse, gesloopt in 1971 |
| Berghuizen          | 1887    | 1938     | Geen                                                 |
| Hattem              | 1887    | 1950     | Geen; Standaardtype KNLS 1e klasse, gesloopt in 1977 |
| Hattemerbroek       | 1863    | 1946     | Geen; Standaardtype NCS 3e klasse, gesloopt in 1975  |
| Zwolle              | 1866    | -        | 1866; SS, 1e gebouw, type SS-1e klasse               |

De stations Apeldoorn, Hattemerbroek en Zwolle waren al eerder geopend aan een andere spoorlijn.

## Restanten

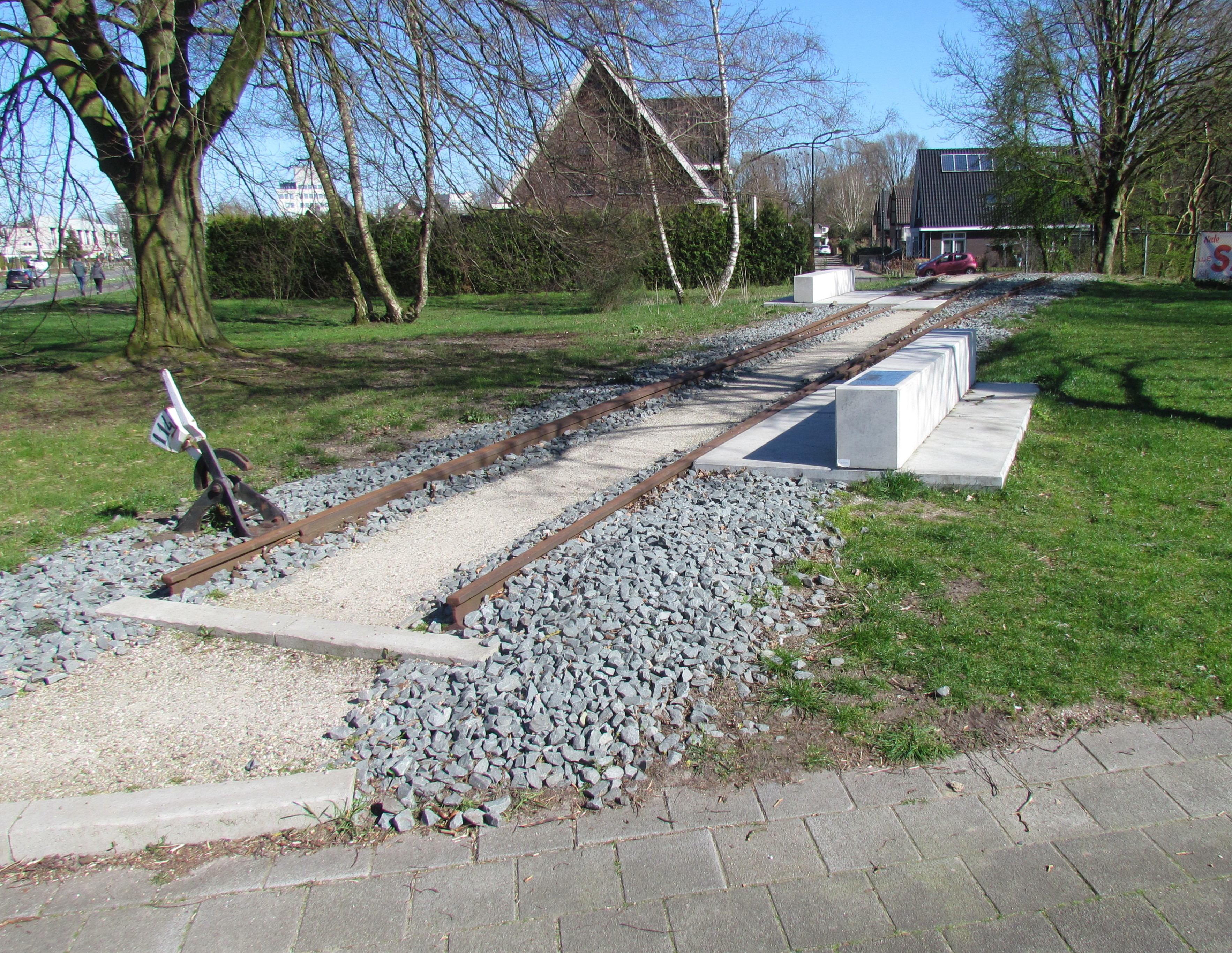
Monument uit 2018 op het traject van de lijn, aan de Prins Willem-Alexanderlaan in Apeldoorn

Langs het voormalige traject van de spoorlijn zijn nog diverse herkenningspunten bewaard gebleven. De loop van de aftakking van het traject Amersfoort-Apeldoorn is nog te herkennen in de Prinses Beatrixlaan en de nog altijd ruim opgezette Koning Lodewijklaan, die uitkomt bij De Naald. Het stuk vanaf dat punt tot aan het paleishek is thans een van de bomenlanen op de voorhof van het paleis. Ook zijn in Apeldoorn beide verbindingsbogen nog te herkennen en in gebruik als onverhard wandelpad. Daarnaast staan in de stad nog twee voormalige baanwachterswoningen en is de voormalige spoorlijn herkenbaar als groenstrook. Buiten Apeldoorn is bijna het volledige tracé geasfalteerd en in gebruik als fietspad. In Vaassen is het stationsgebouw bewaard gebleven en in Epe staan nog twee baanwachterswoningen.
- Station Vaassen bevindt zich aan de Stationsstraat 98;
- Aan de Asselsestraat 184 in Apeldoorn ligt wachtpost 1A;
- Wachtpost 1B bevindt zich aan de Soerenseweg 62 te Apeldoorn;
- Wachtpost 7, Zuukerenkweg in Epe;
- Wachtpost 8 ligt aan de Spoorlaan 1 in Epe.

### Galerij

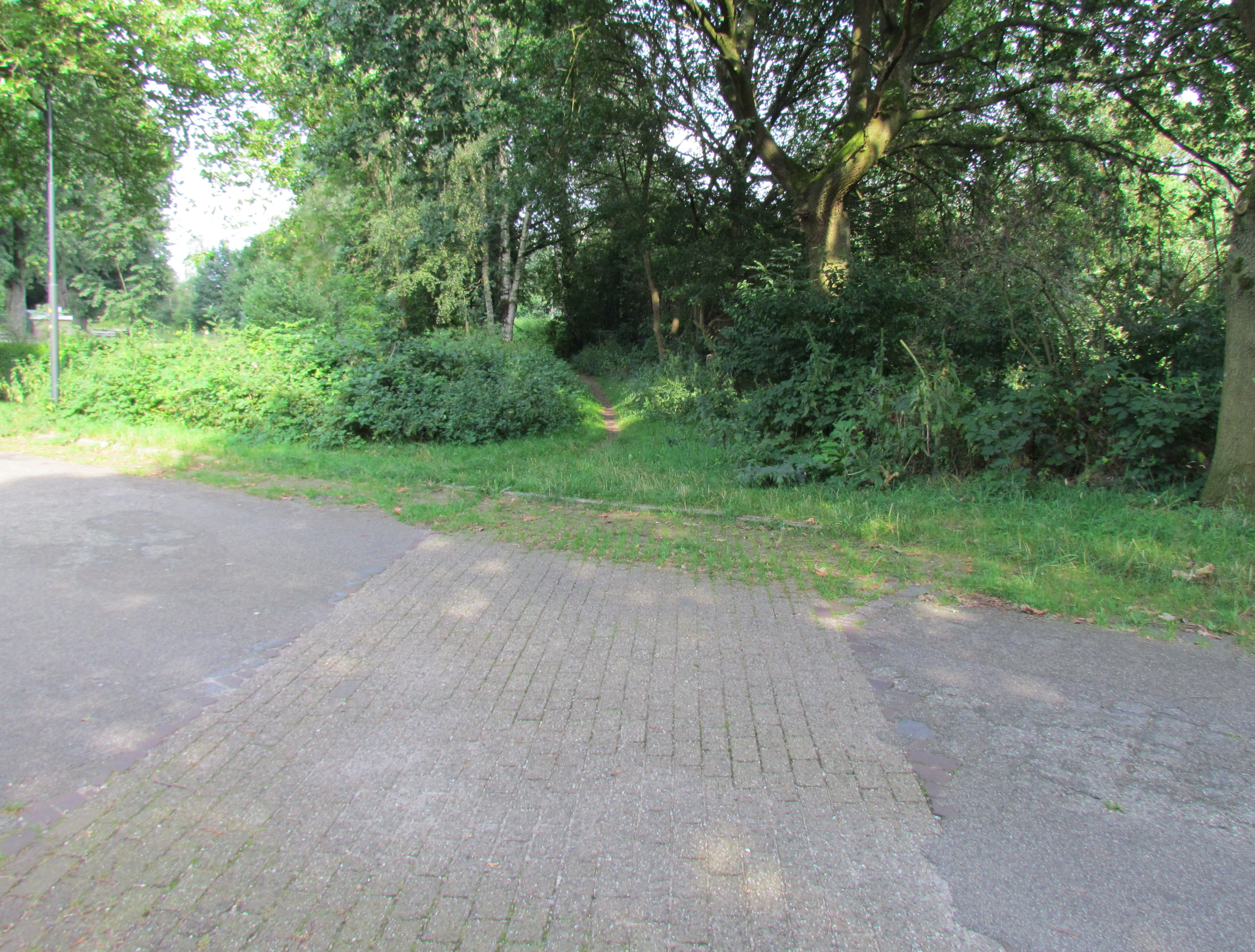
Voormalig tracé ter hoogte van de Waterloseweg (anno 2014).
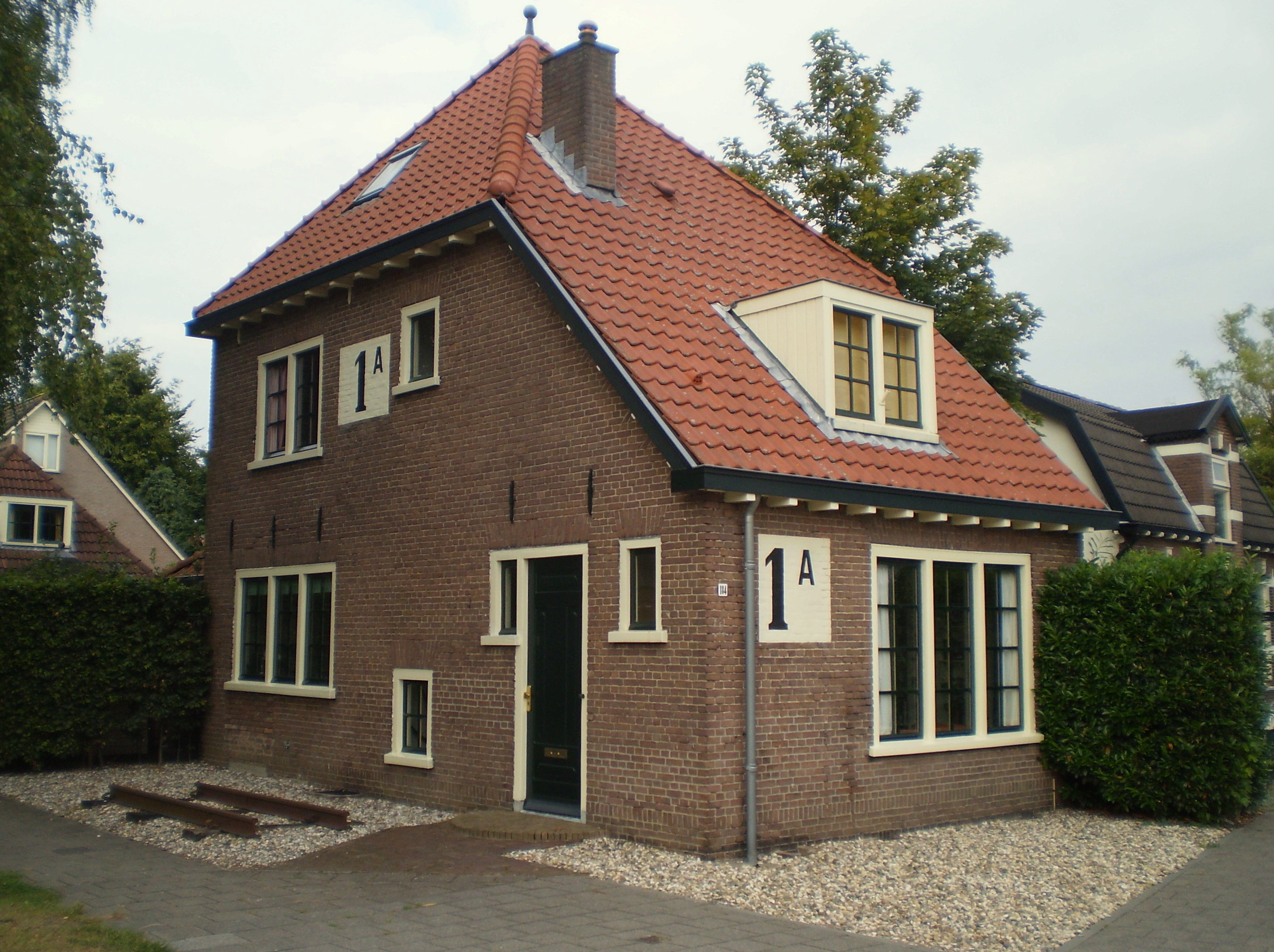
Wachtpost 1A (anno 2012).
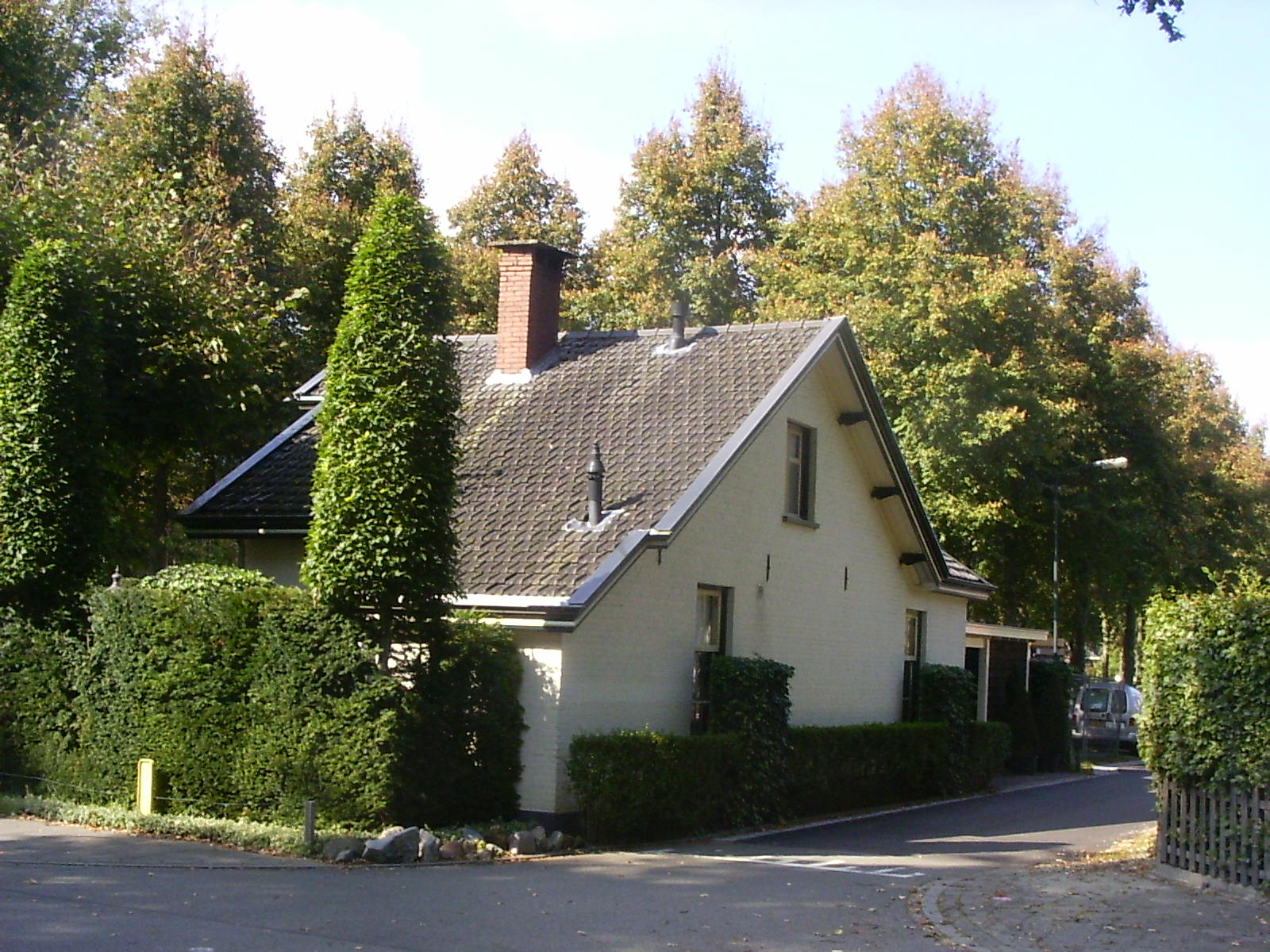
Wachtpost 1B aan de Soerenseweg in Apeldoorn (anno 2014).
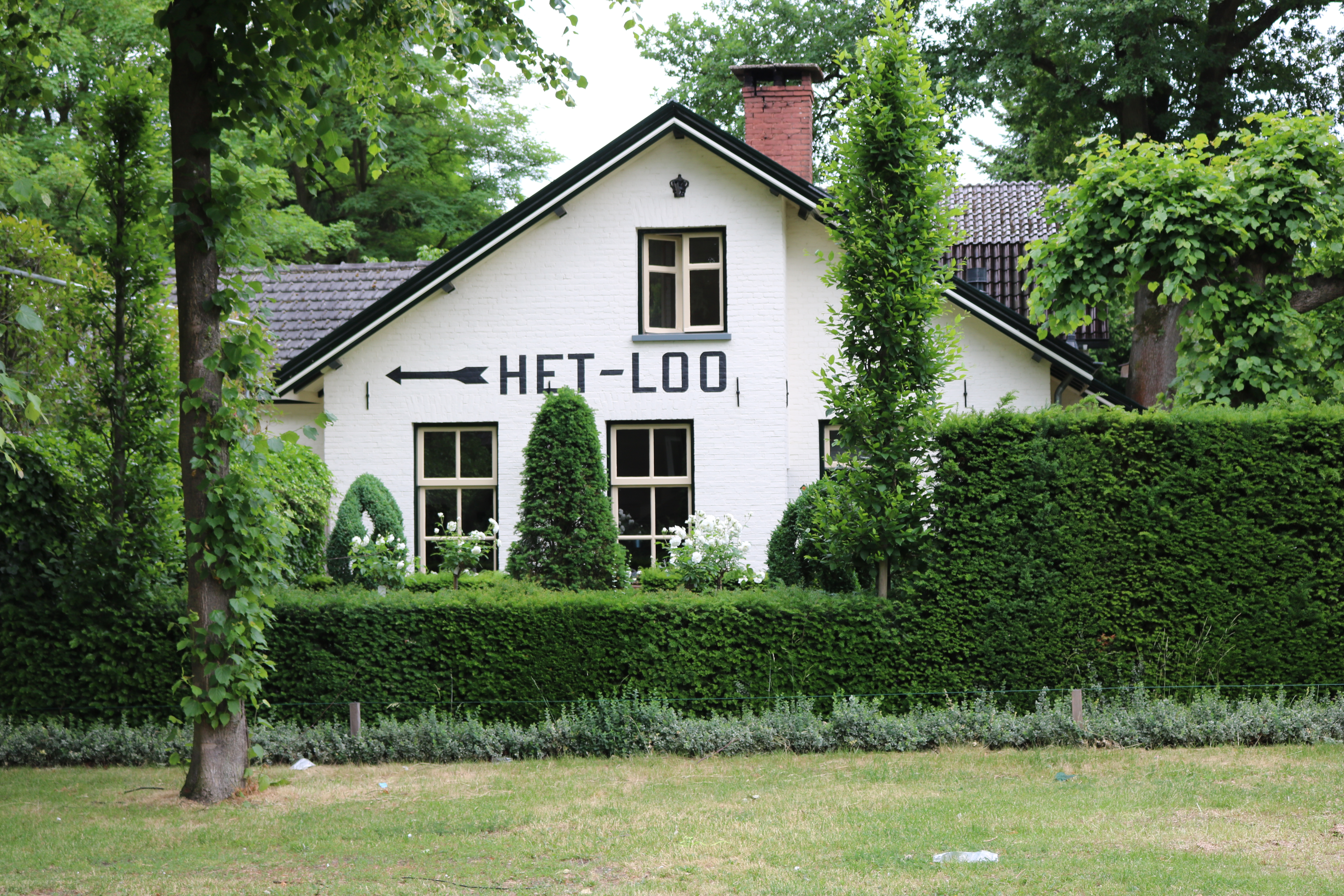
Voormalig wachtpost aan de Soerenseweg (2017)
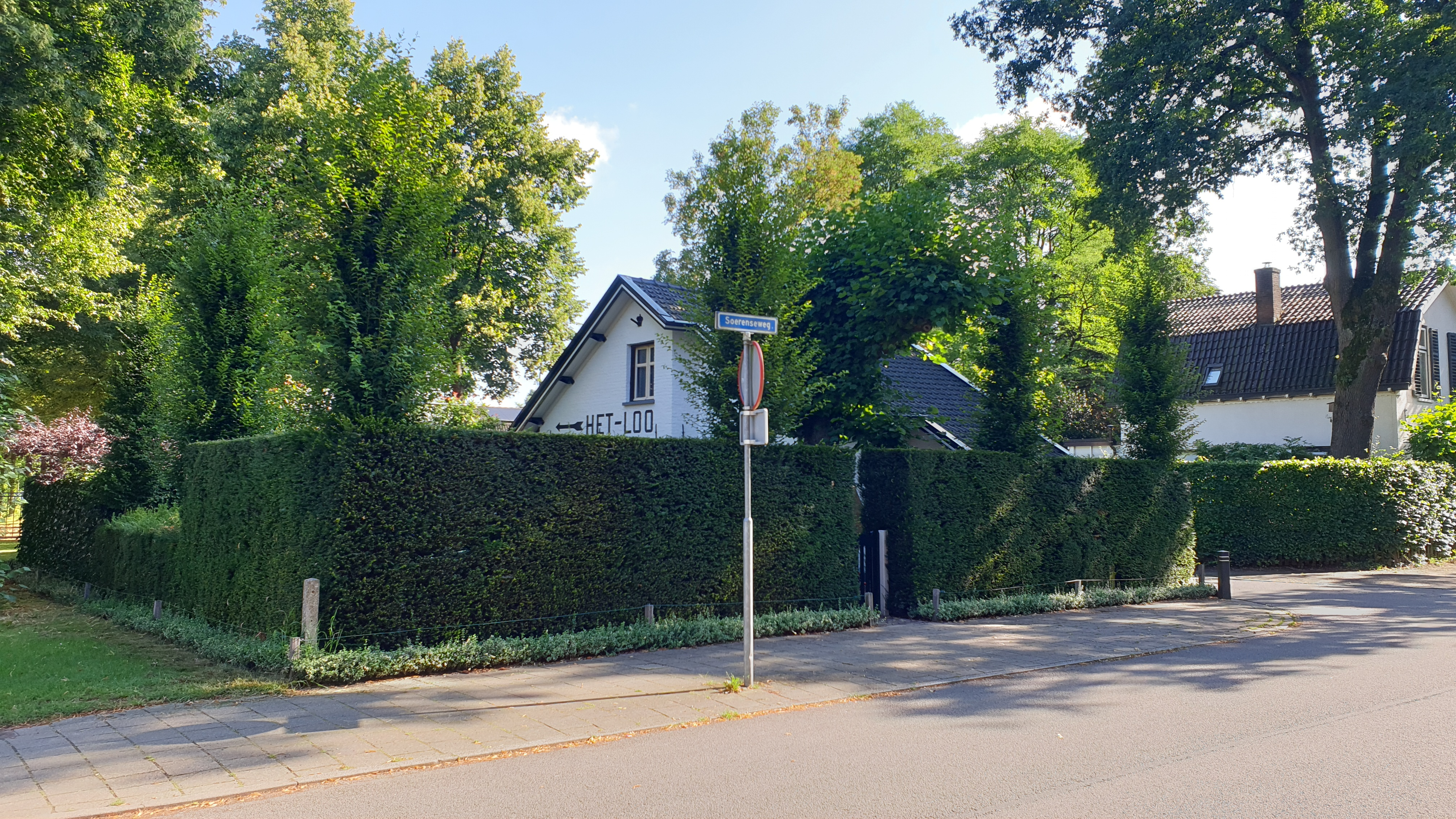
Wachtpost 1B, Apeldoorn (anno 2024)
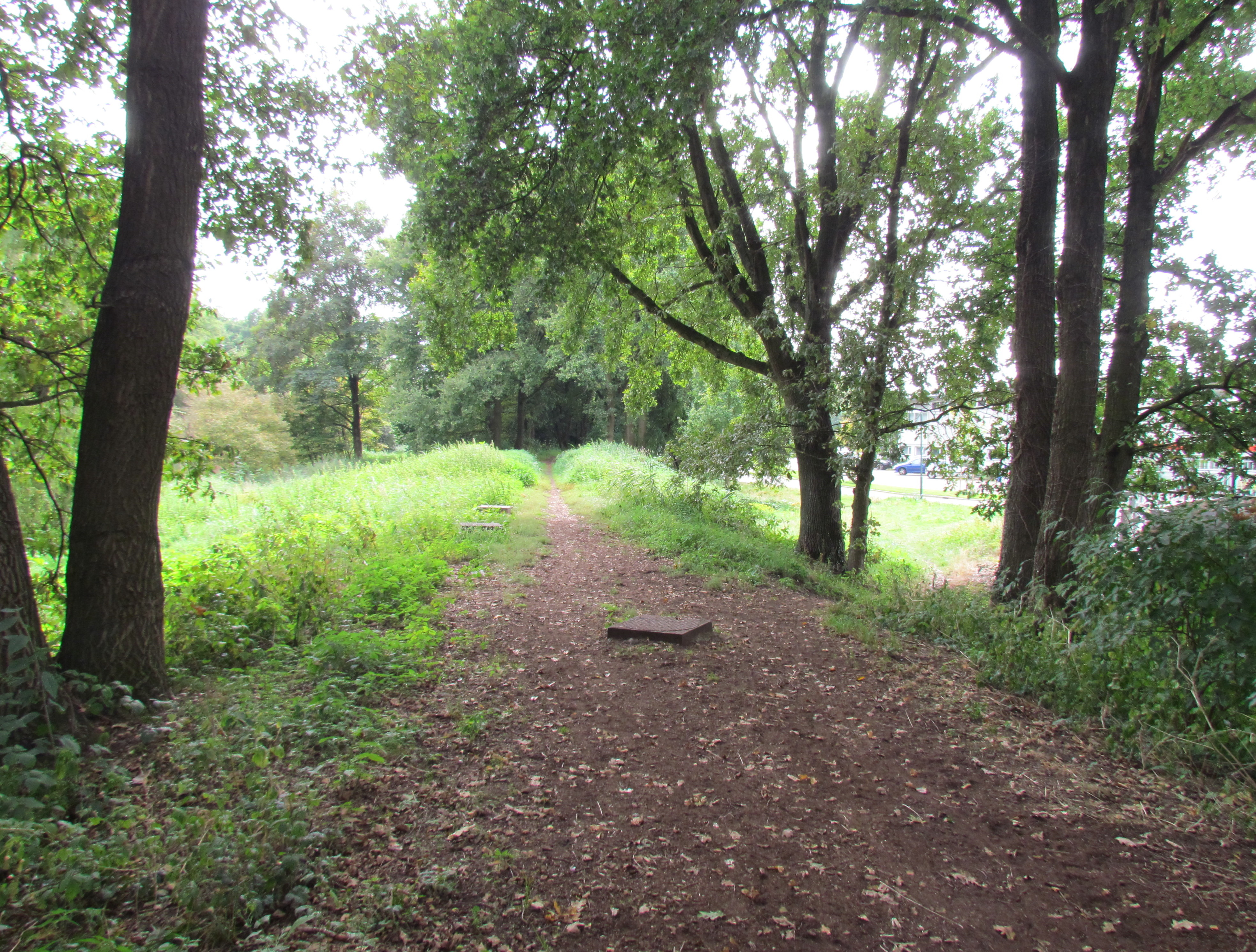
Baanlichaam in Apeldoorn tussen de Oosterspoorweg en Paleis het Loo (anno 2014).
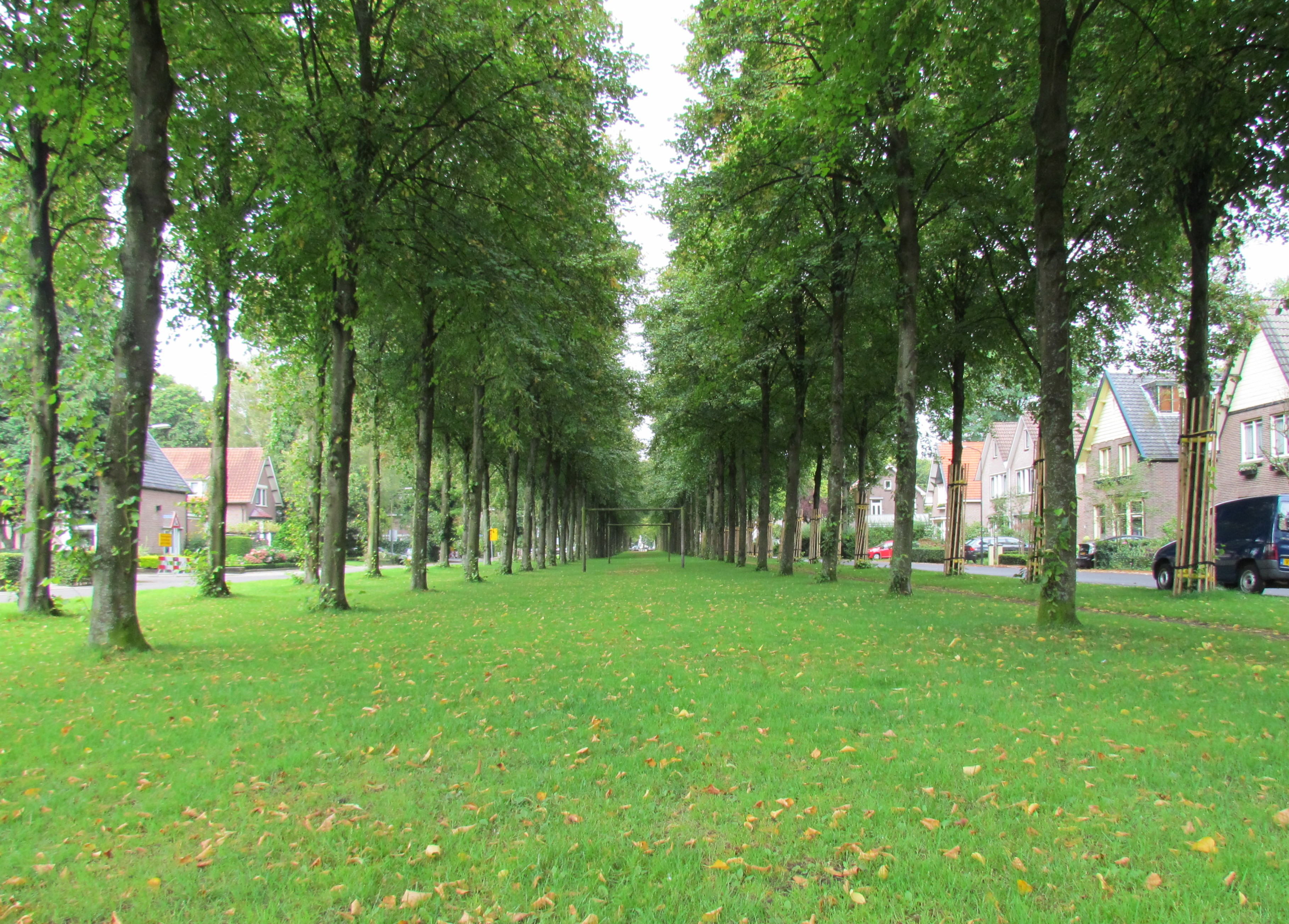
Voormalig tracé aan de Koning Lodewijklaan (anno 2014).
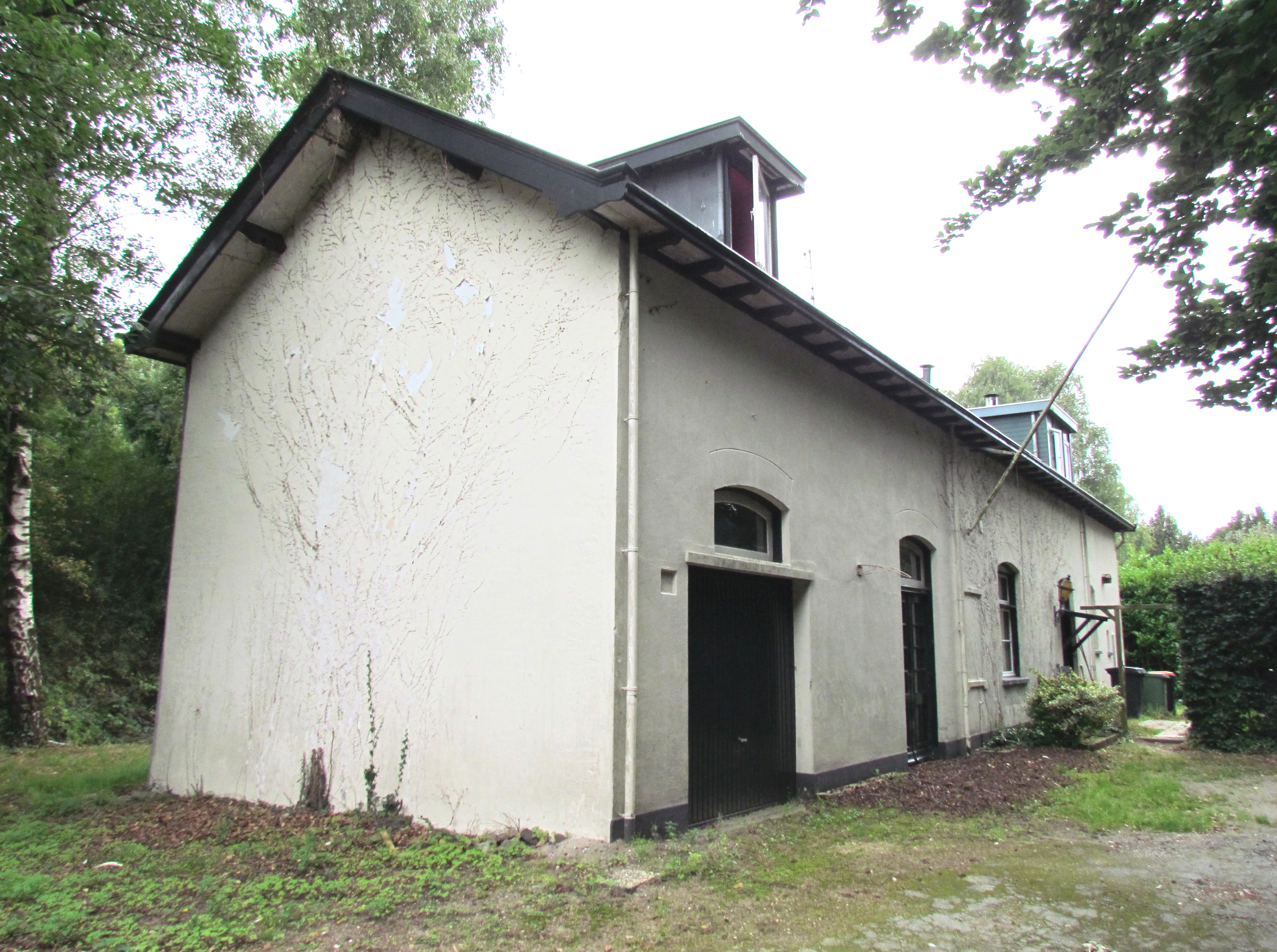
Station Vaassen (anno 2014).
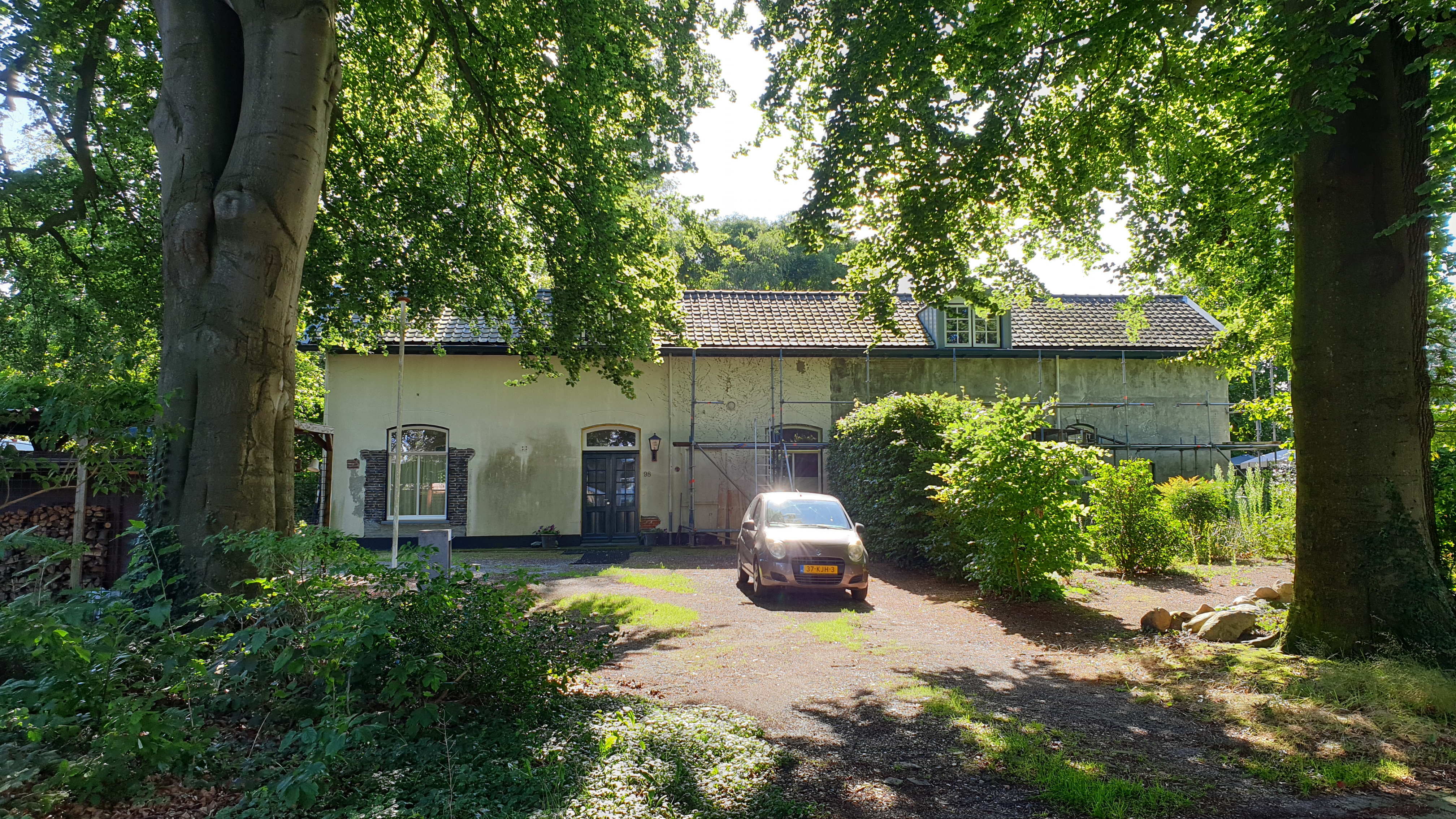
Station Vaassen (anno 2024)
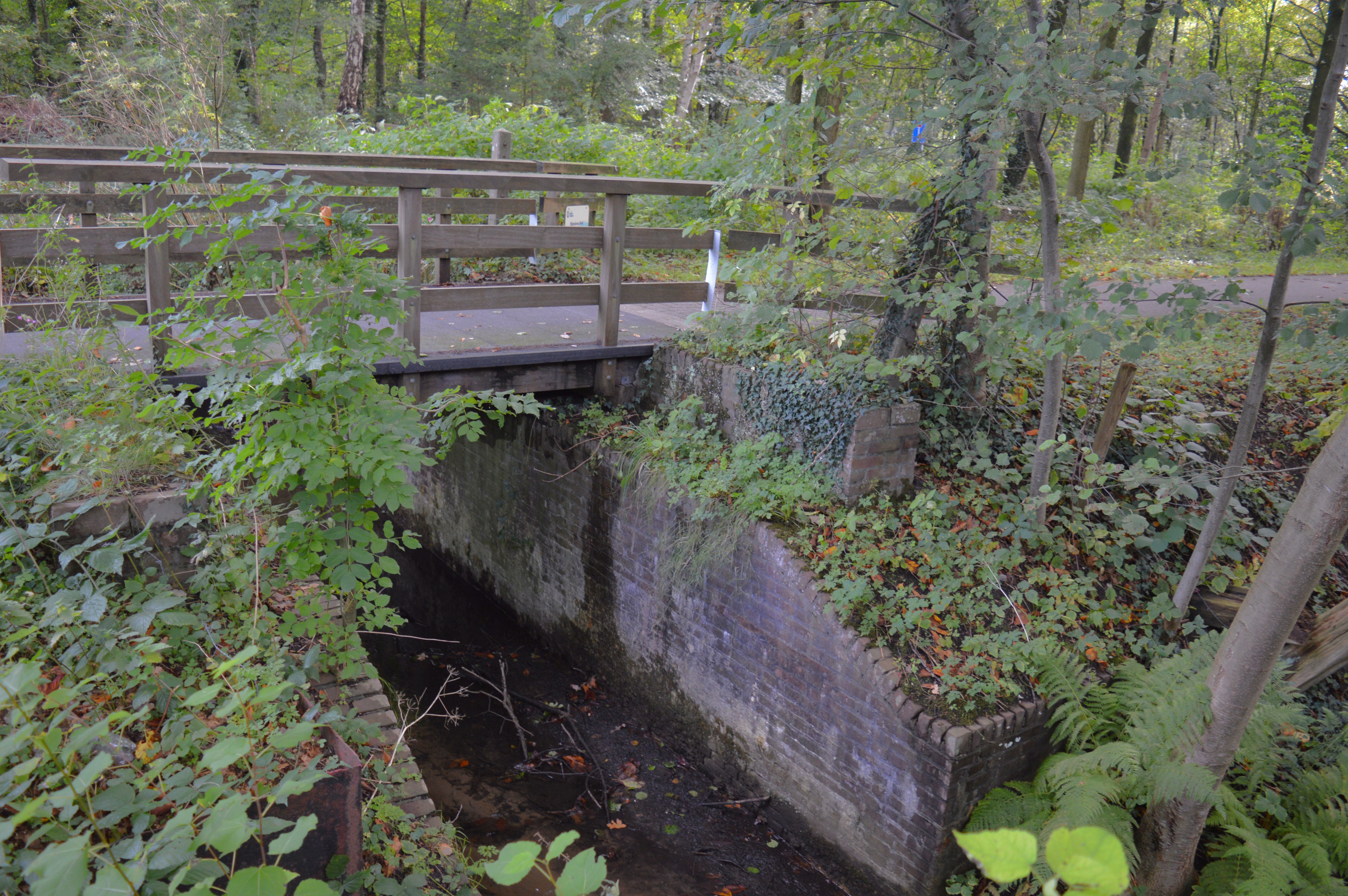
Brug Nijmolense beek, Vaassen
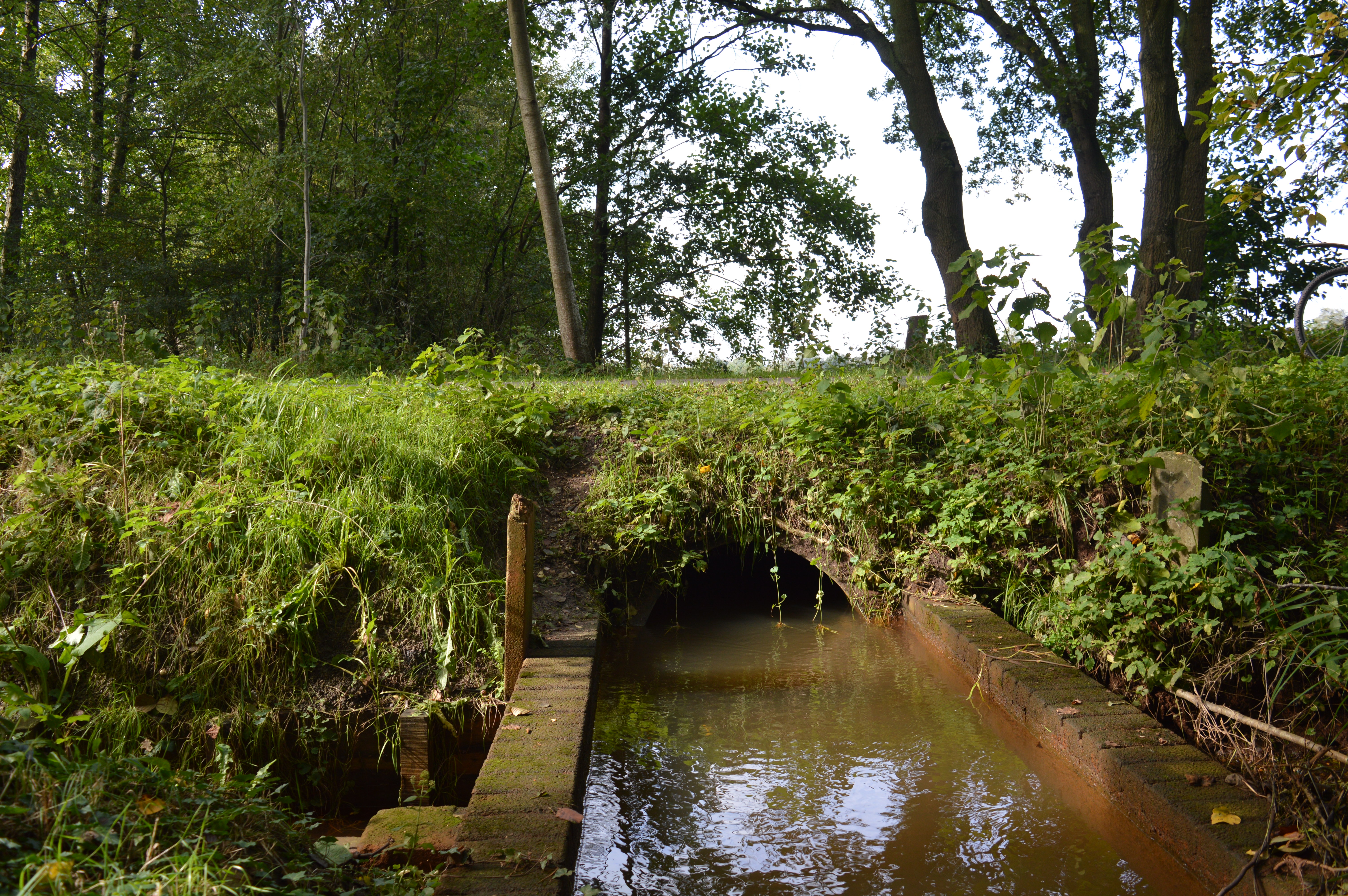
Brug Nijmolense beek, zijtak de Hegge
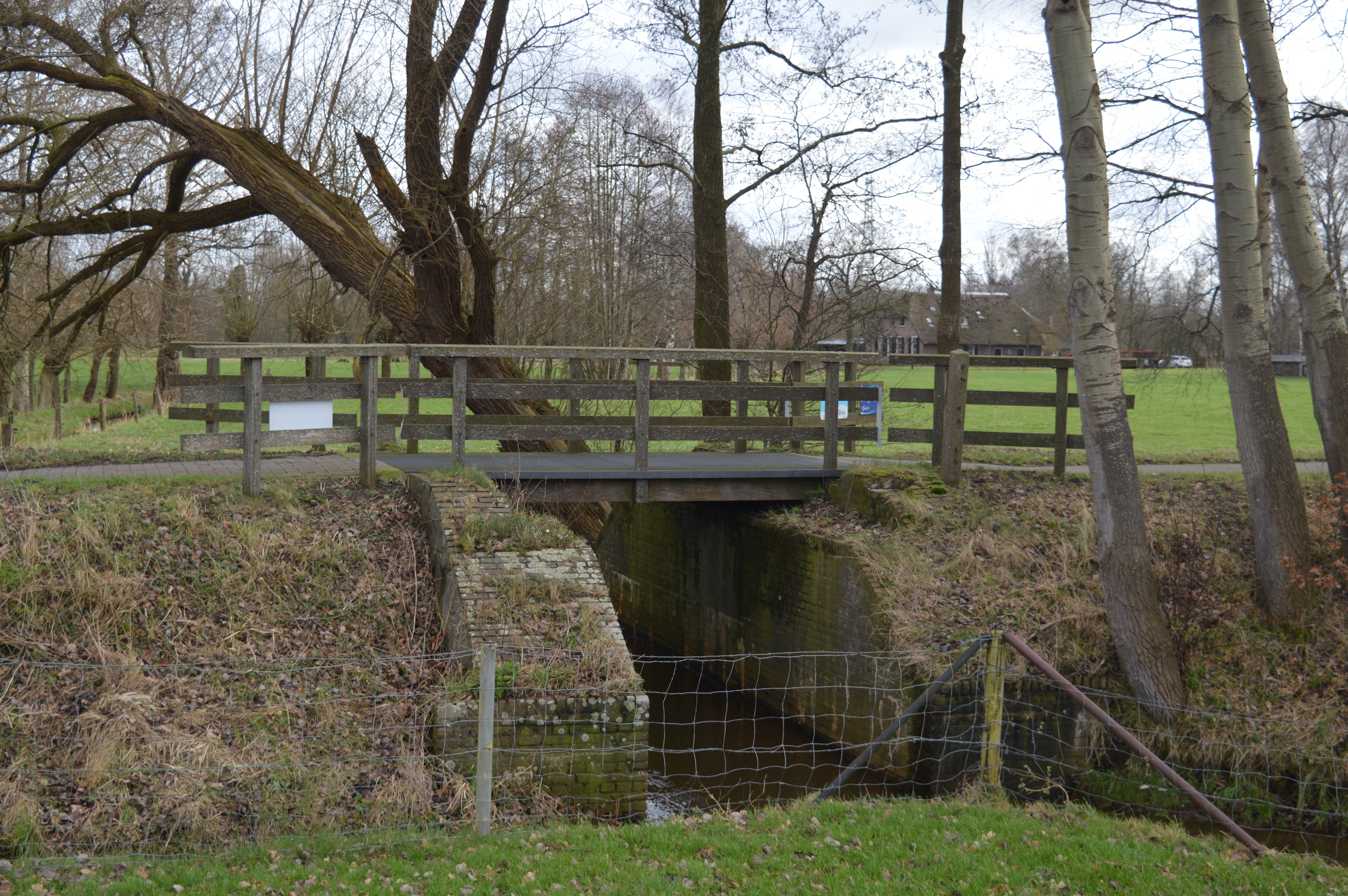
Brug Smallertsebeek, Emst
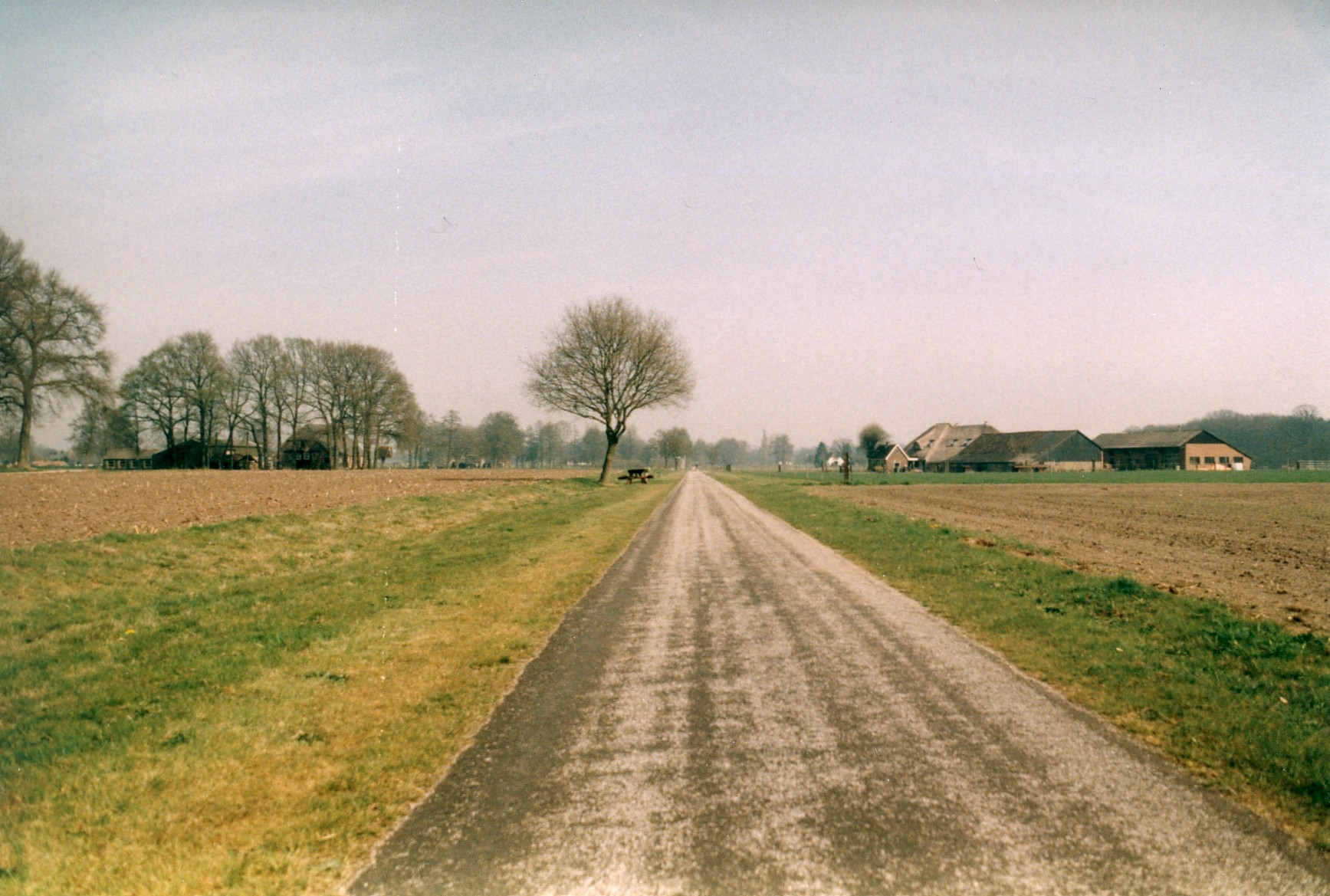
Voormalige tracé nabij Emst.
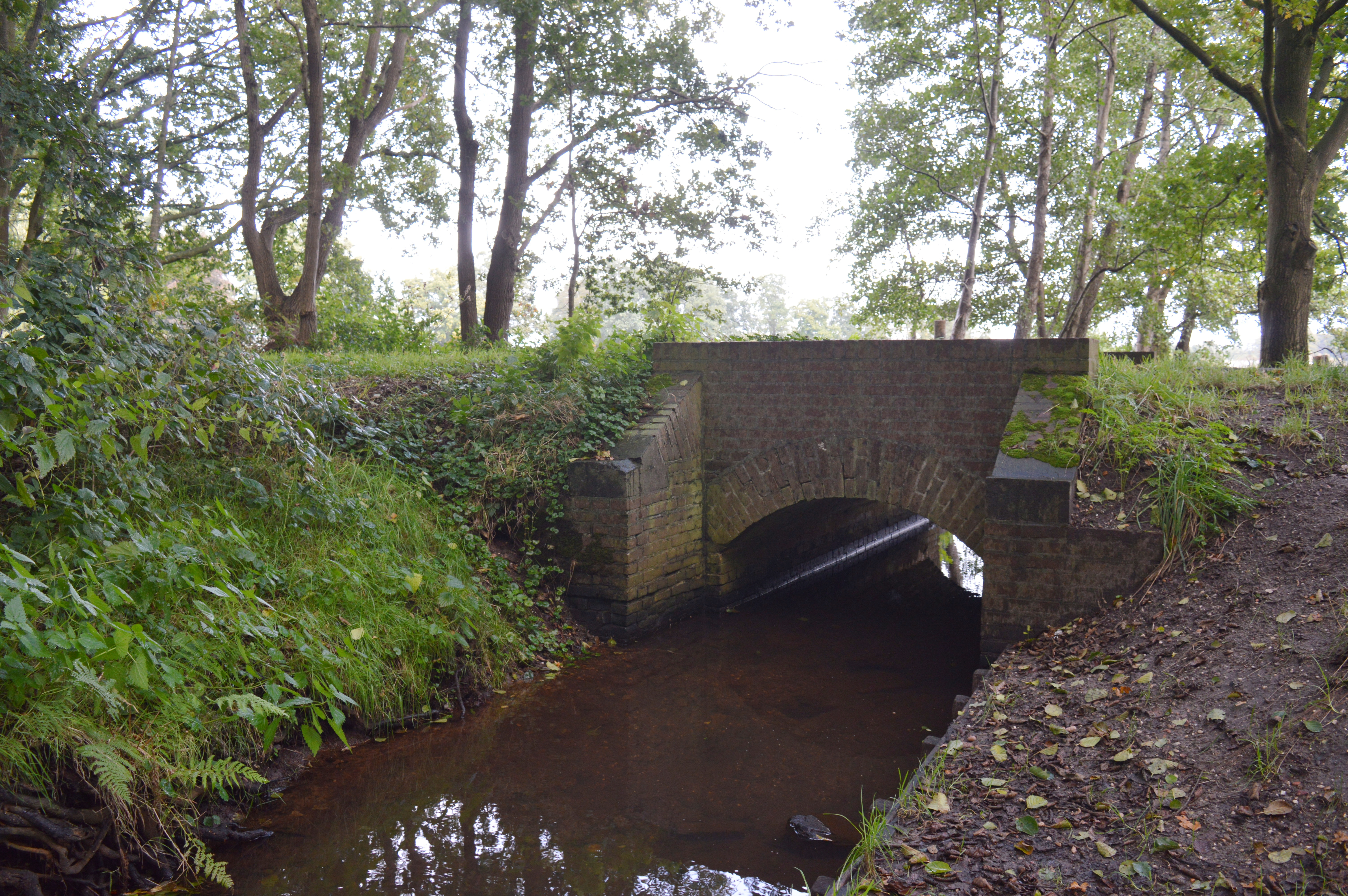
Brug over Verloren beek, Emst
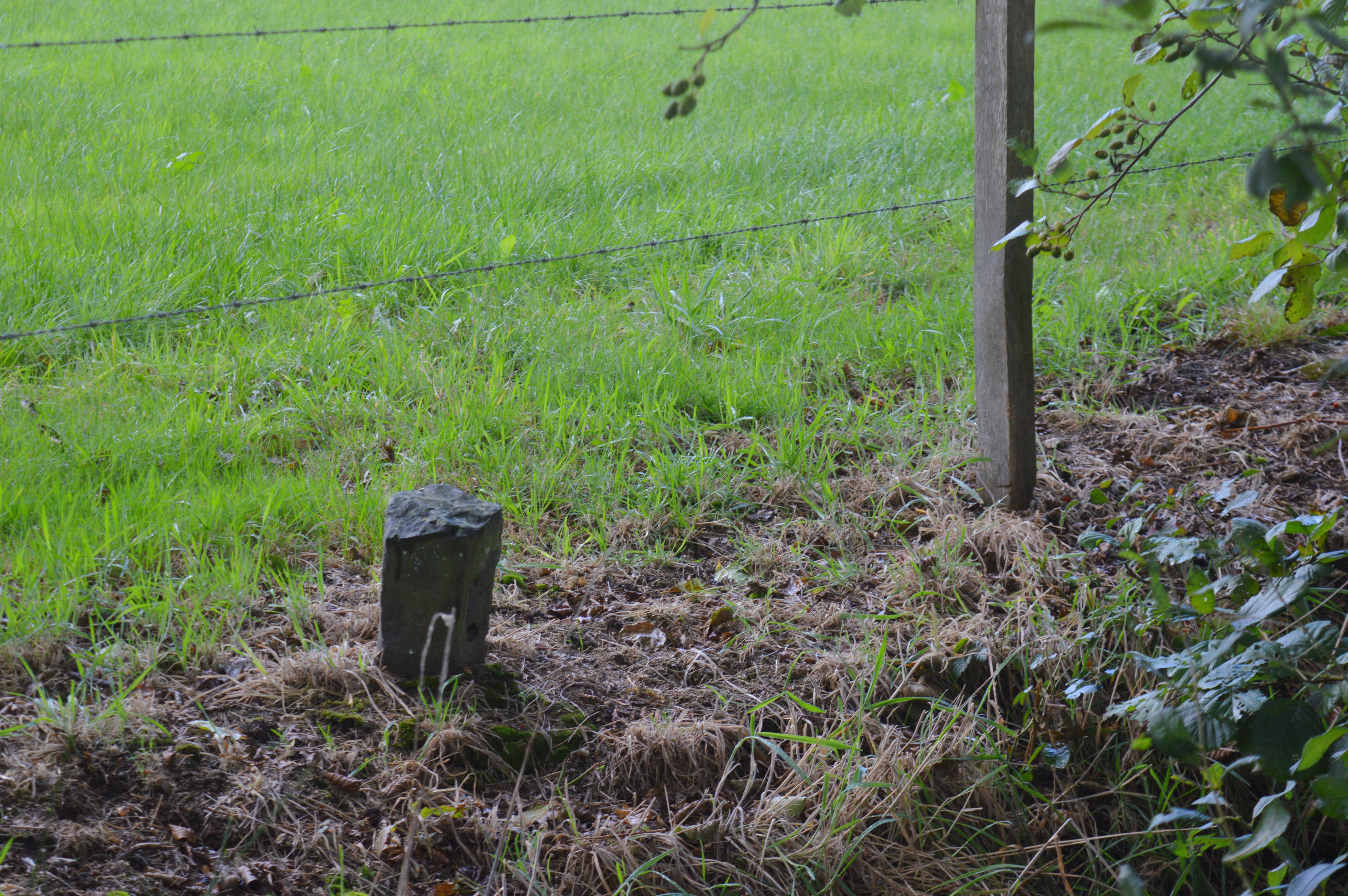
Mogelijke erfscheidingsteen KNLS, Epe
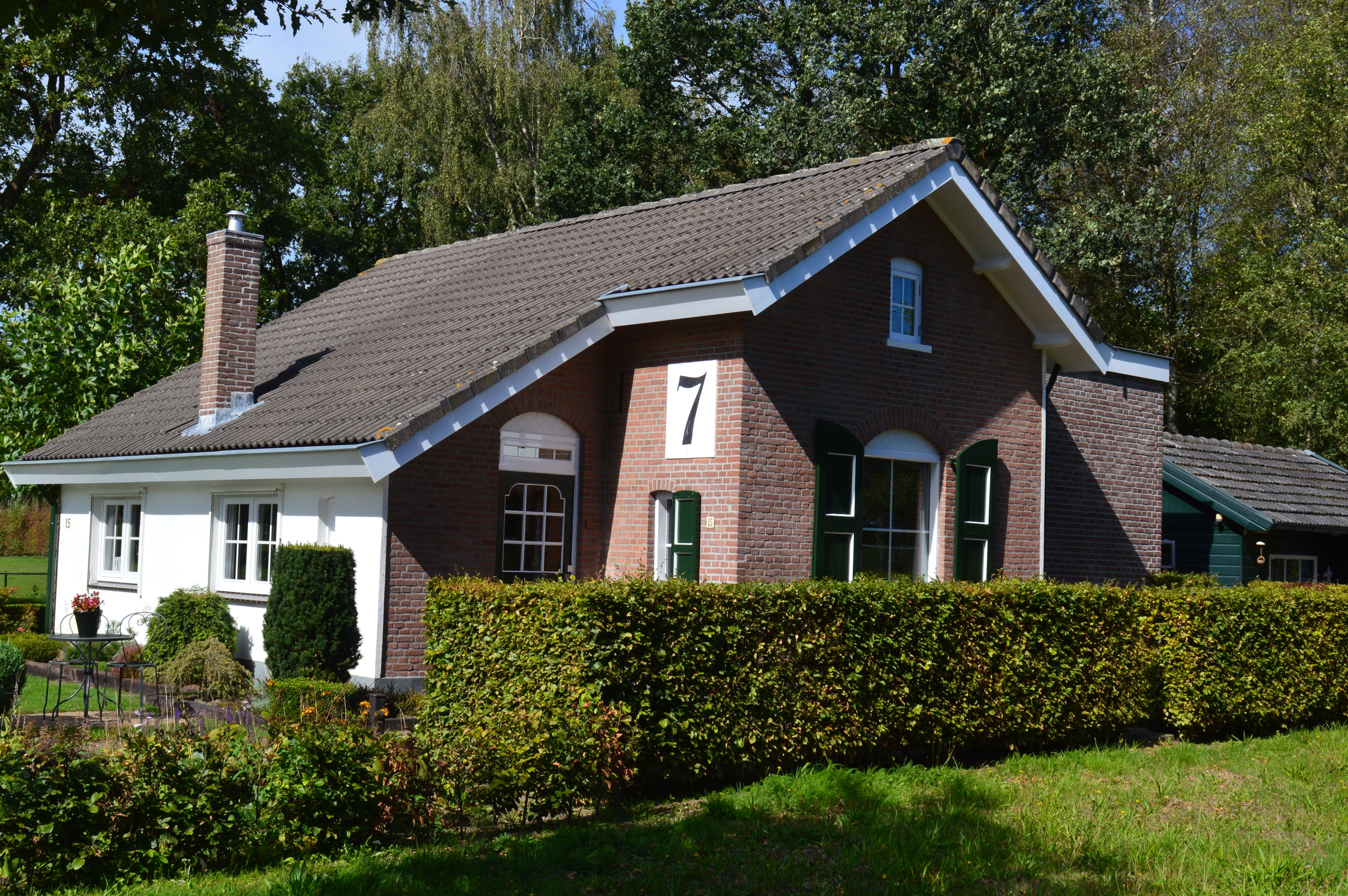
Wachtpost 7, Epe (anno 2018).
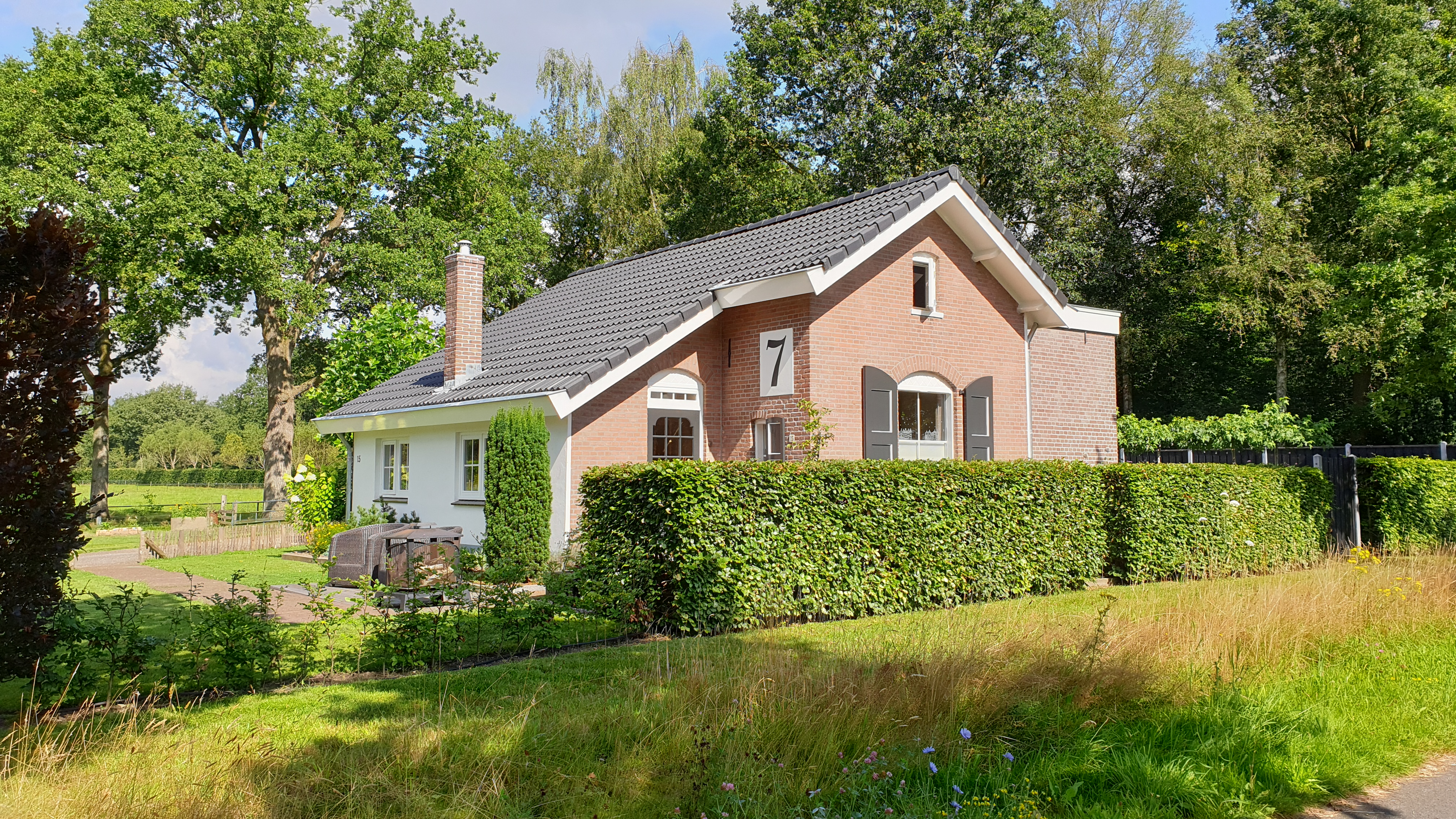
Wachtpost 7, Epe (anno 2024)
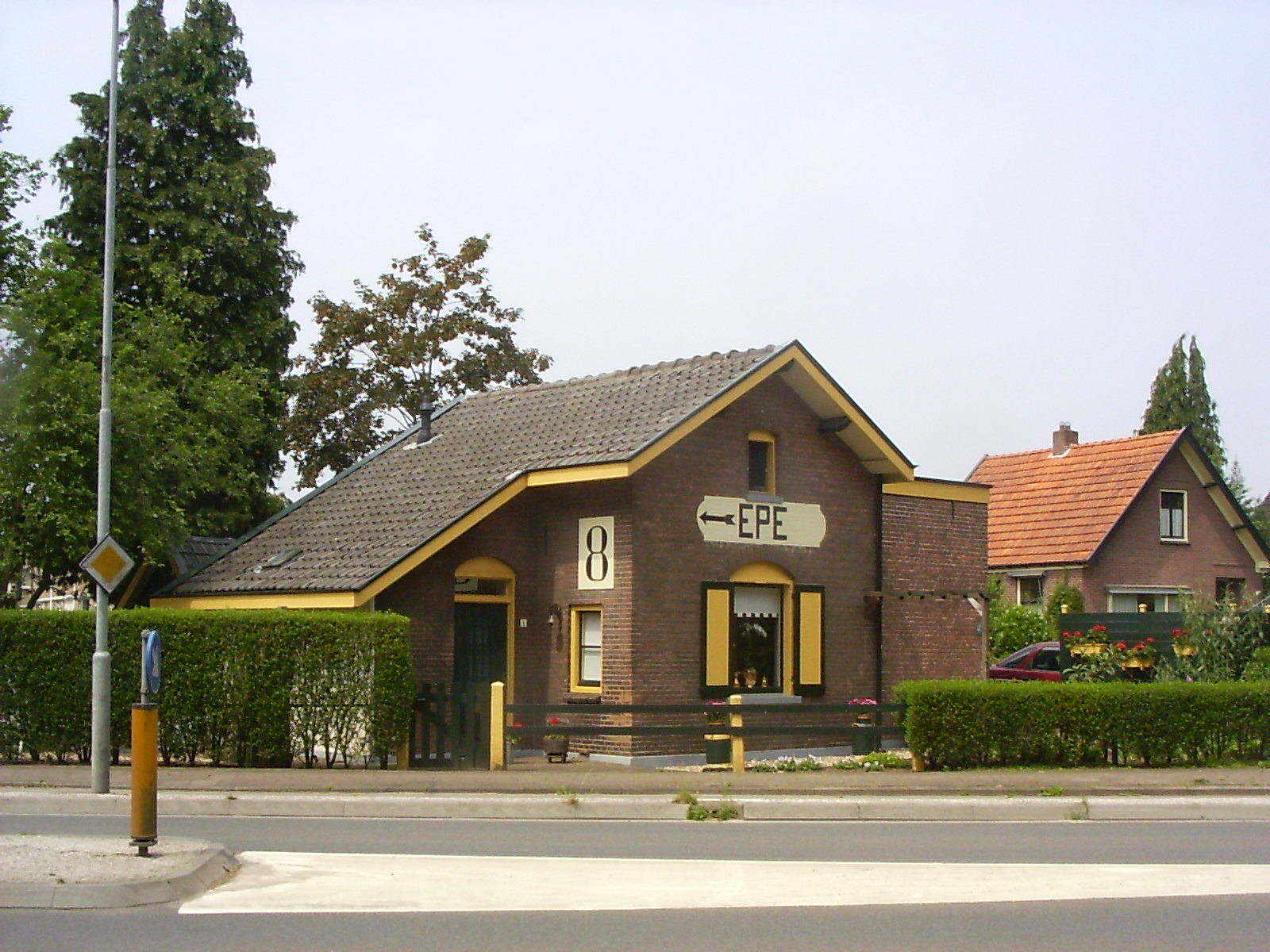
Wachtpost 8, Epe (anno 2014).
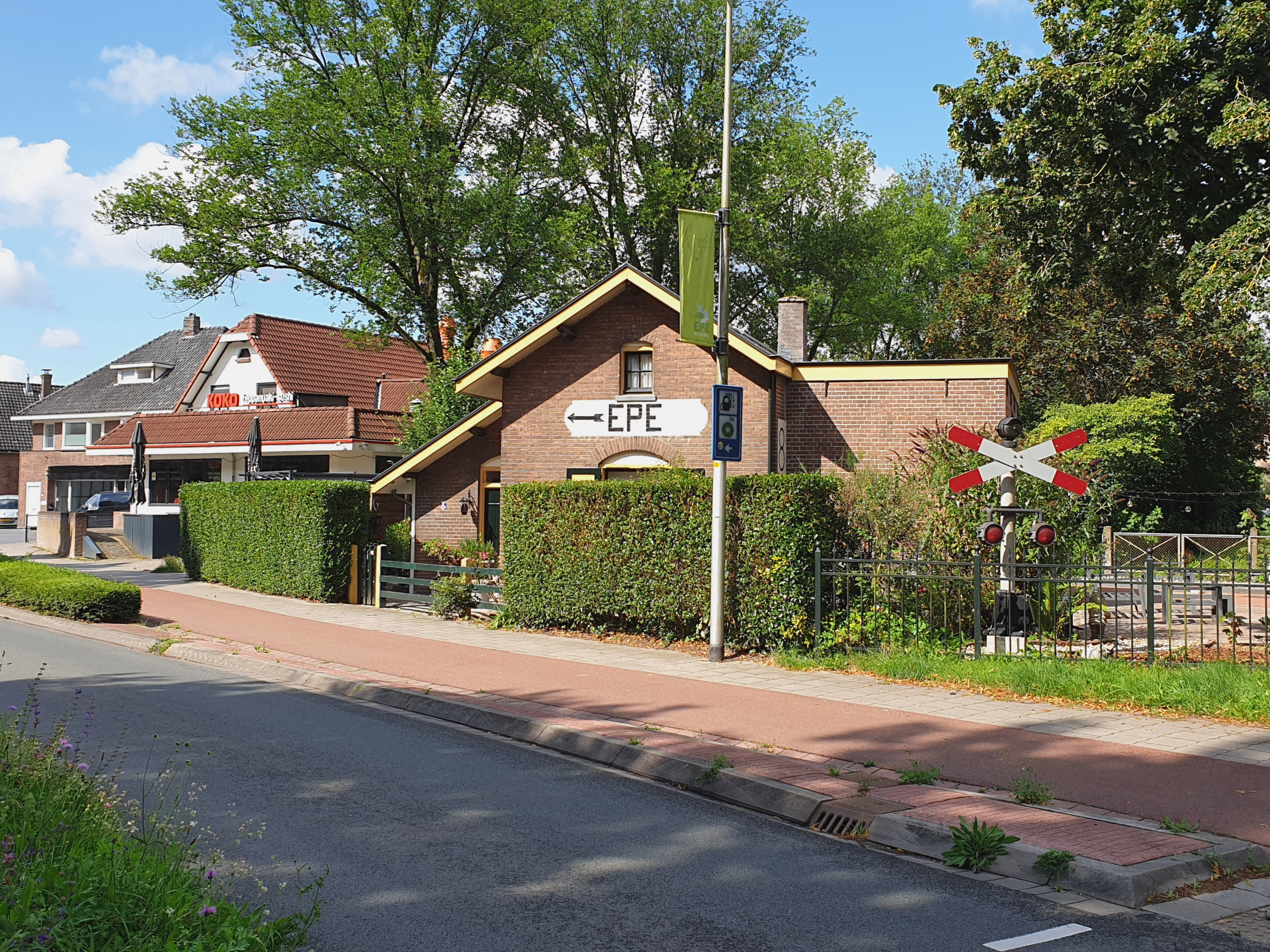
Wachtpost 8, Epe (anno 2024)
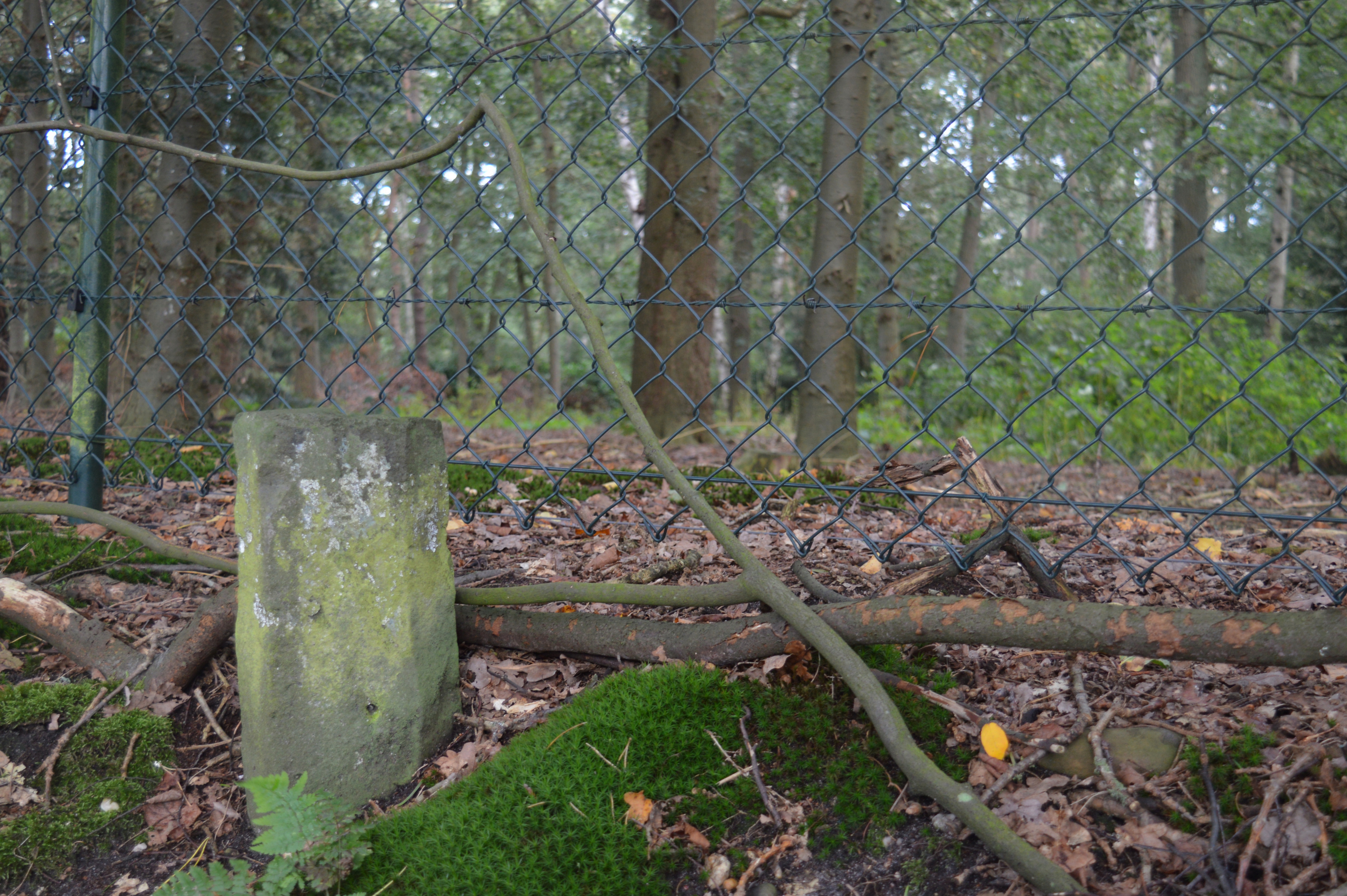
KNLS erfscheidingsteen, Epe
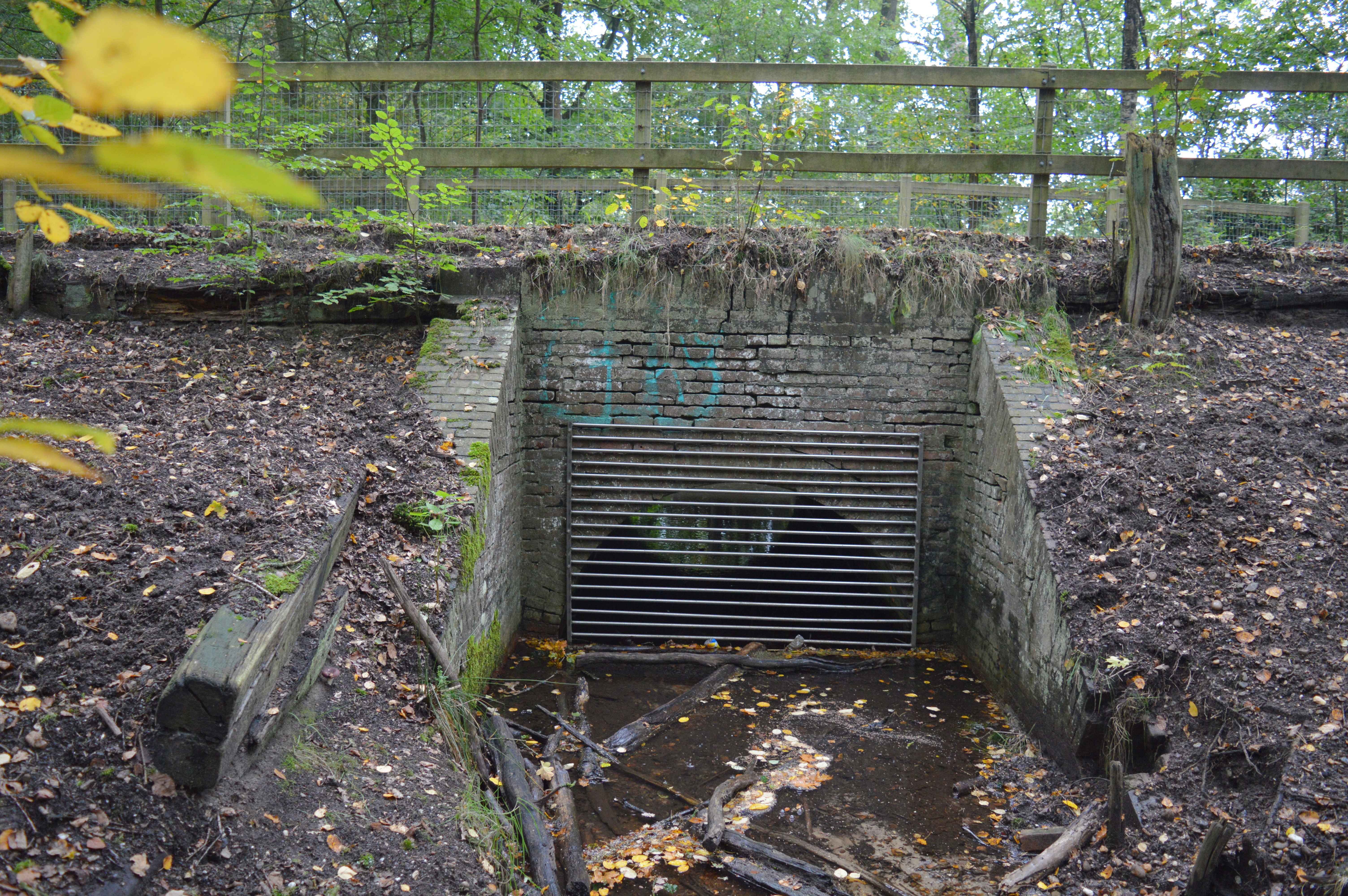
Brug Zuidelijke Horsthoekerbeek, Epe
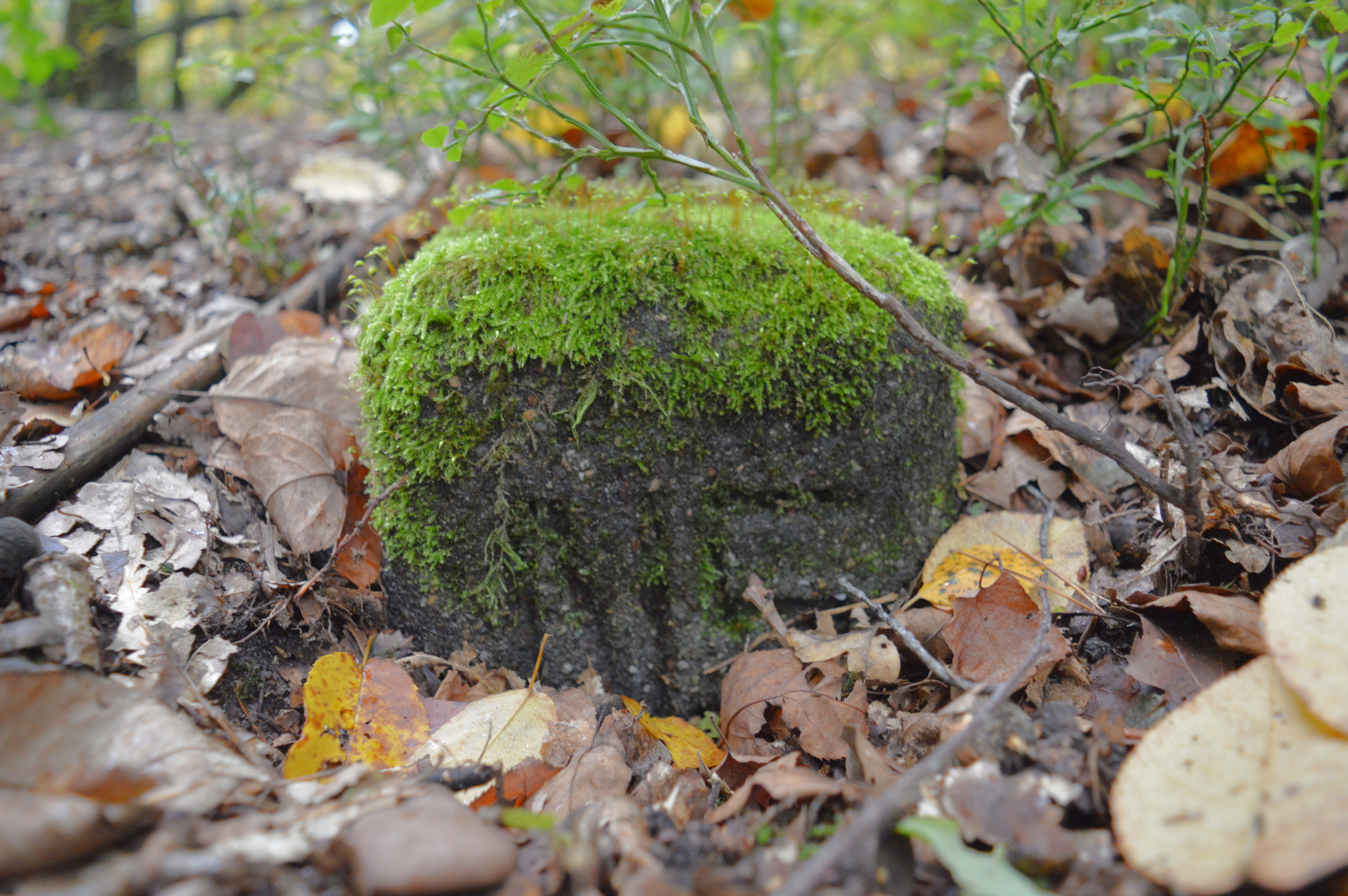
NS-paal, Epe
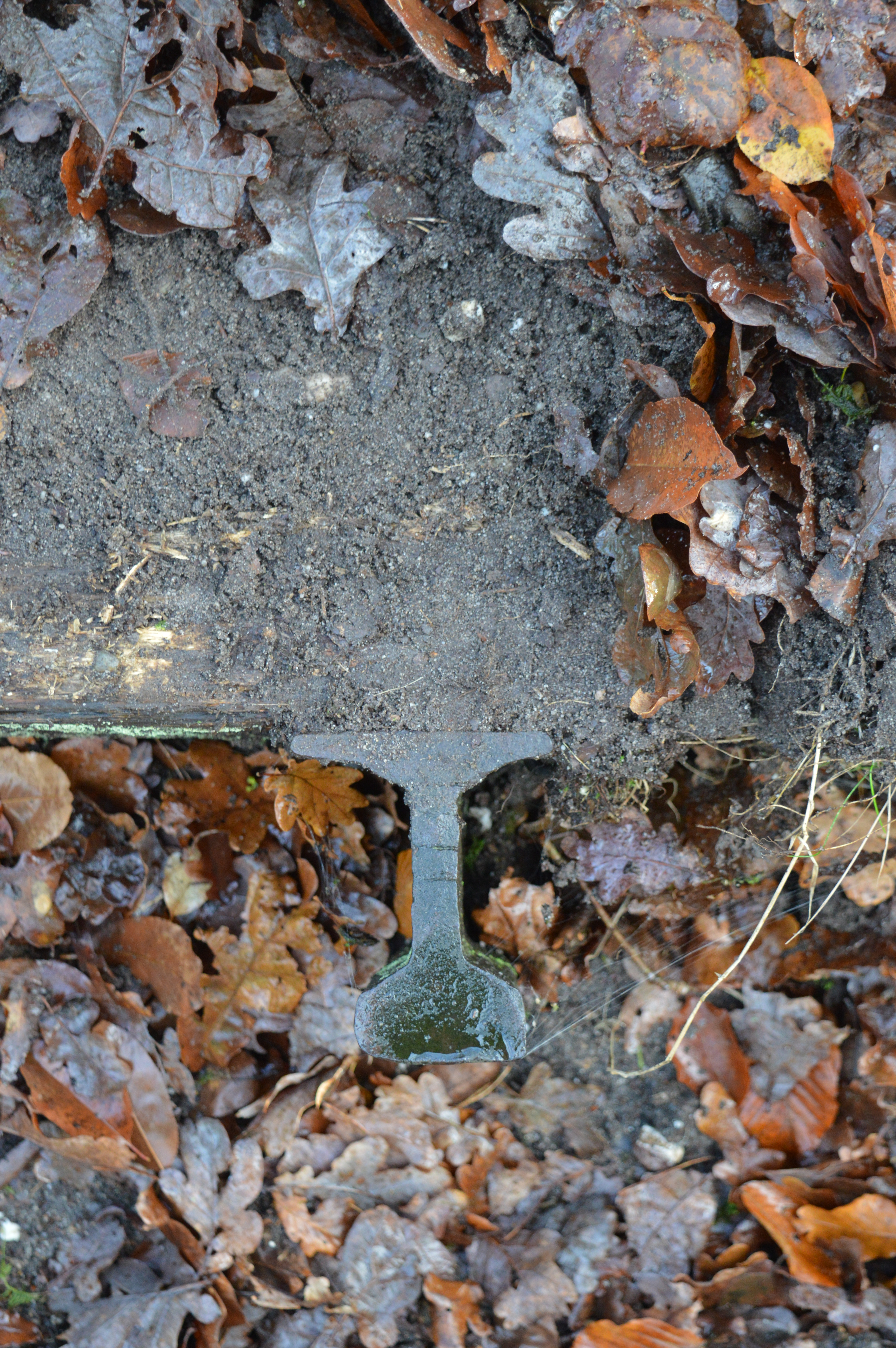
Spoorrails, Epe
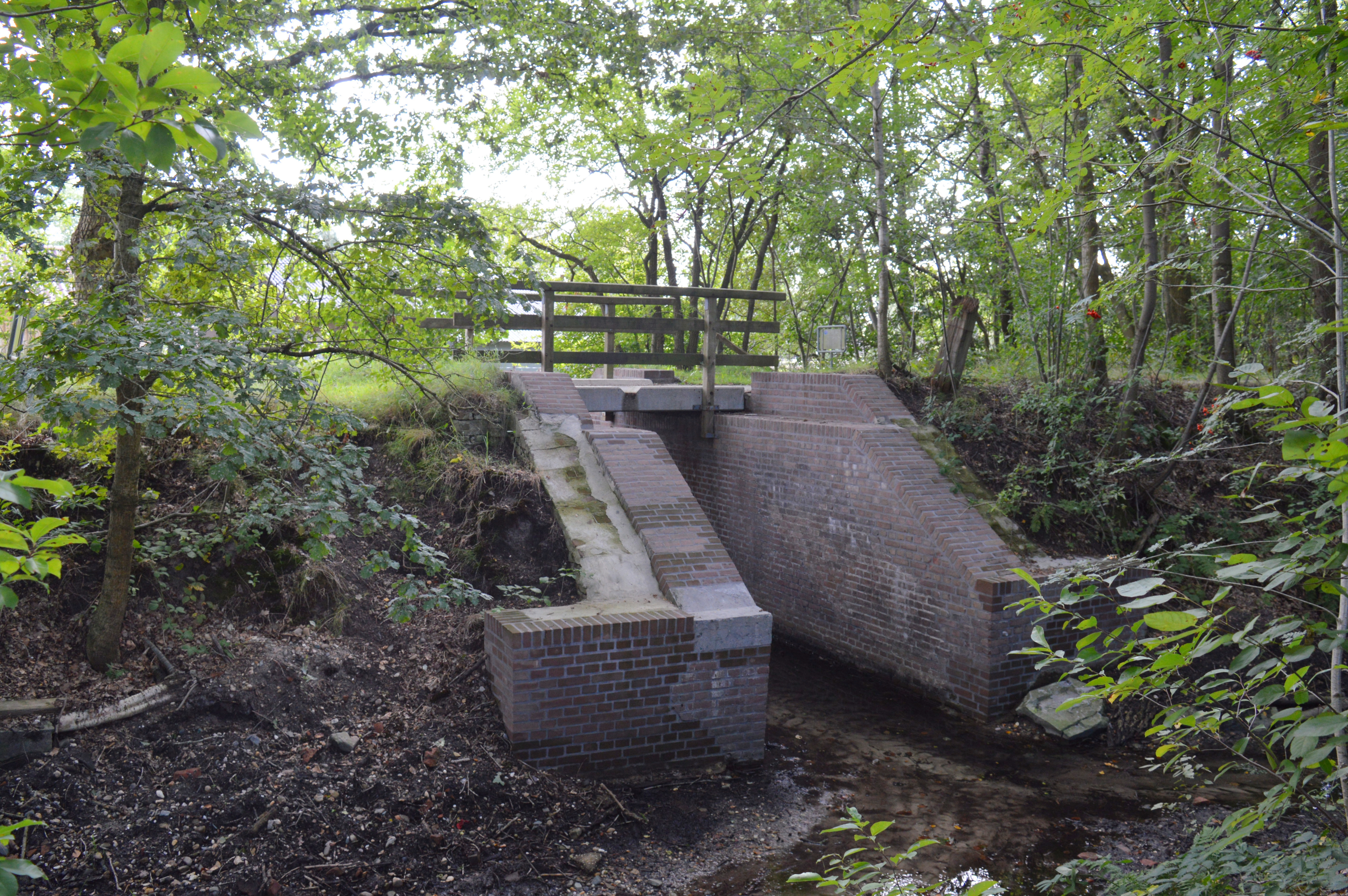
Brug Middelste Horsthoekerbeek
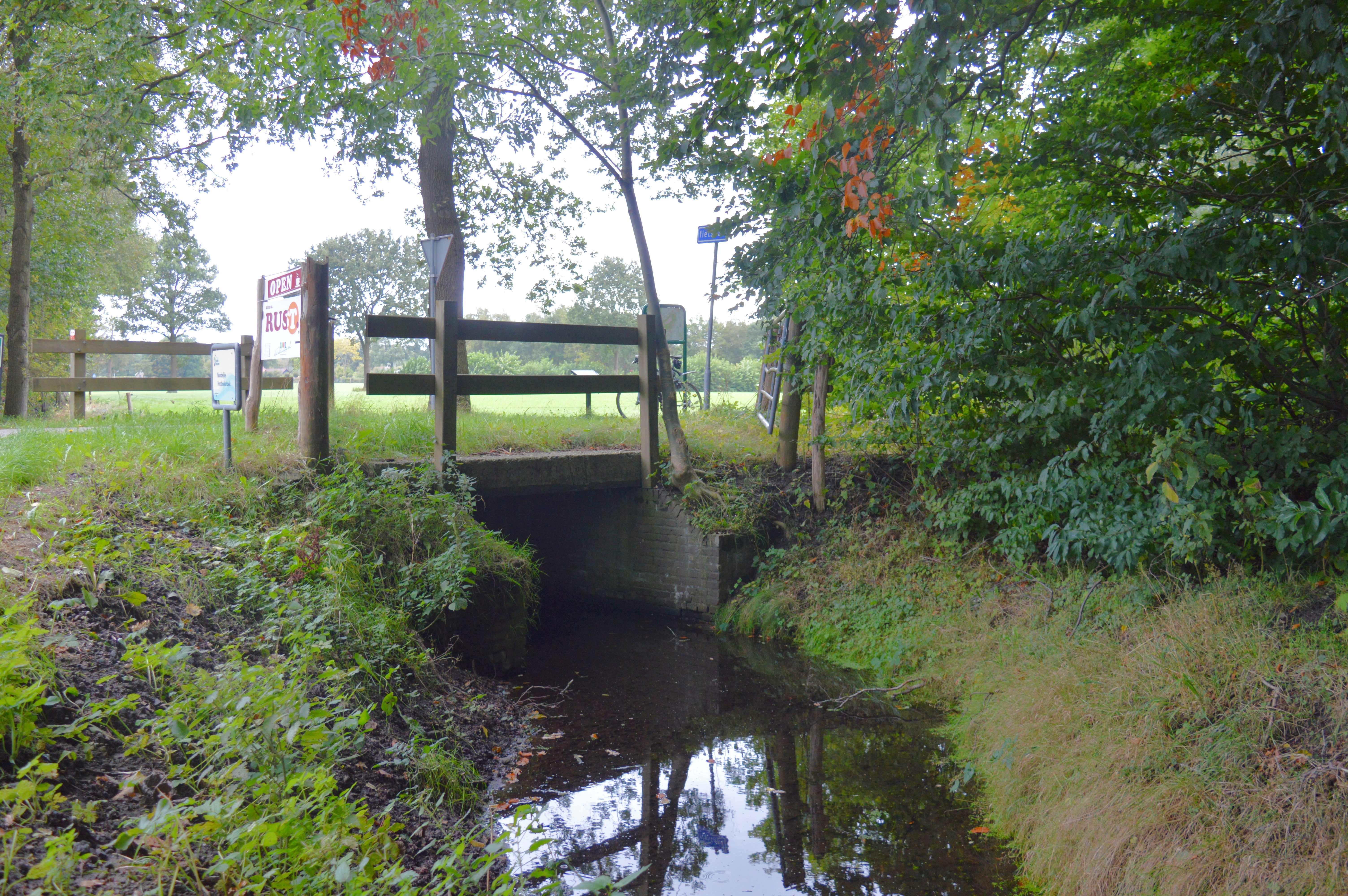
Brug (2) Noordelijk Horsthoekerbeek, Heerde
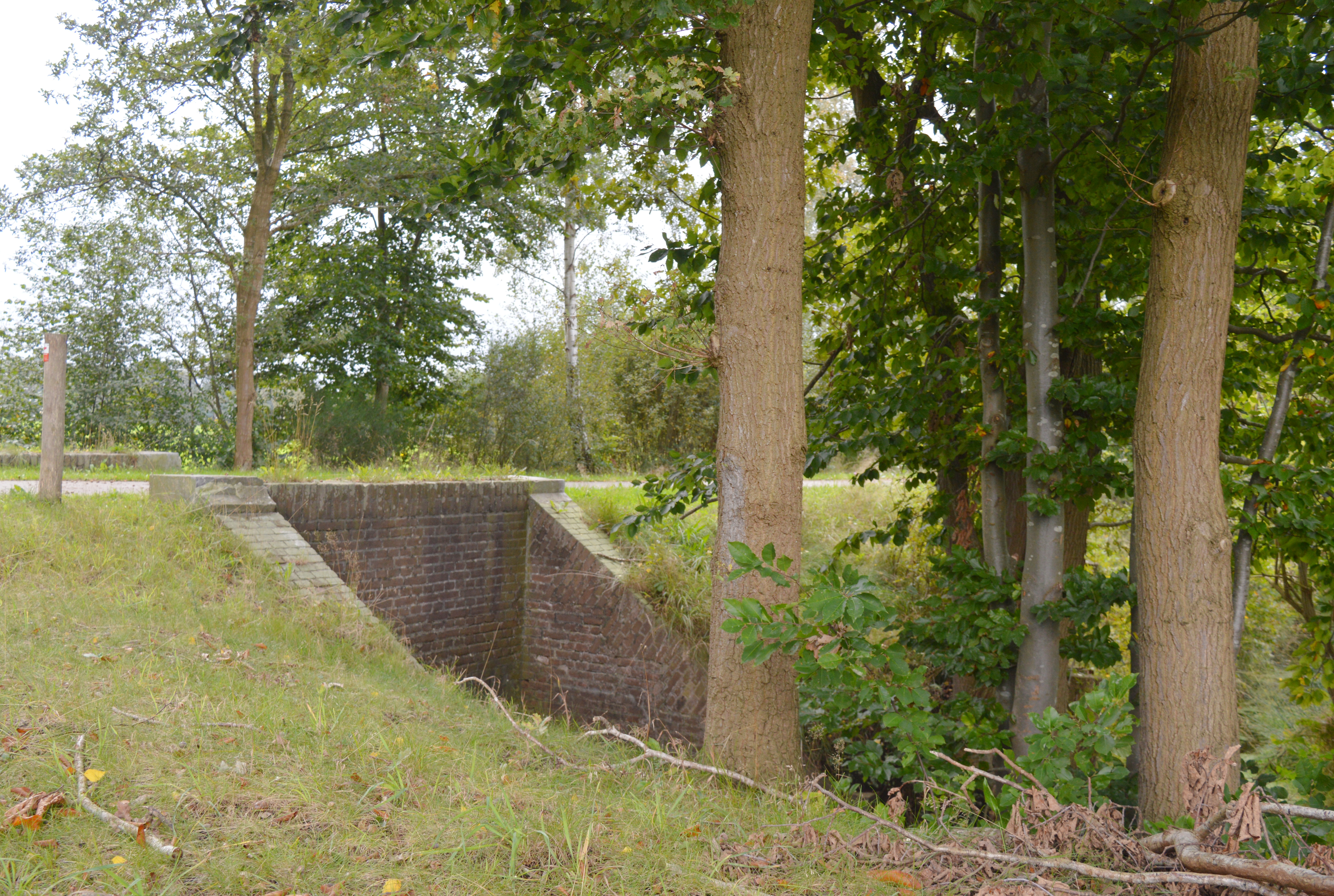
Brug (1) Noordelijk Horsthoekerbeek, Heerde
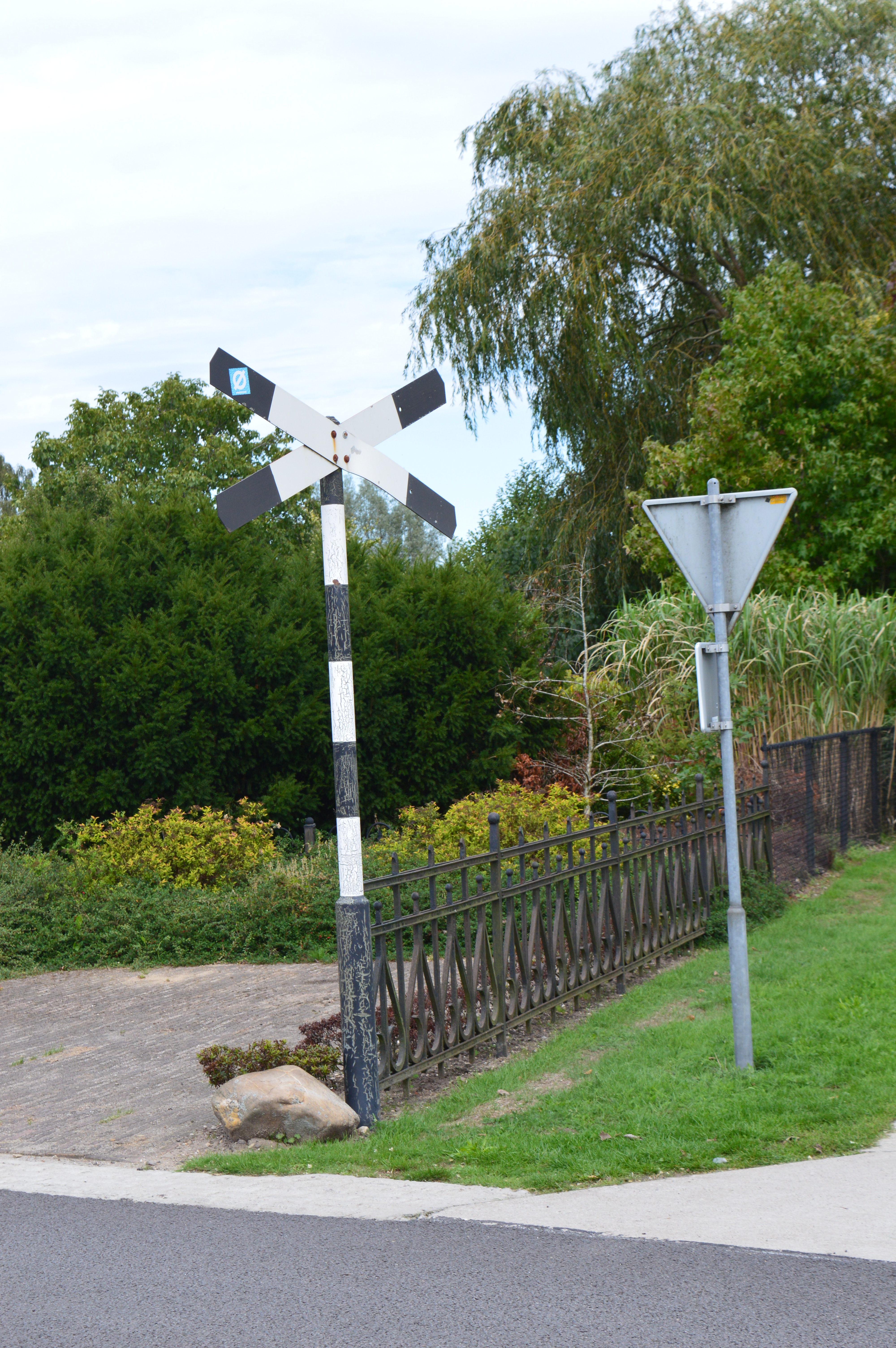
Andreaskruis, Heerde
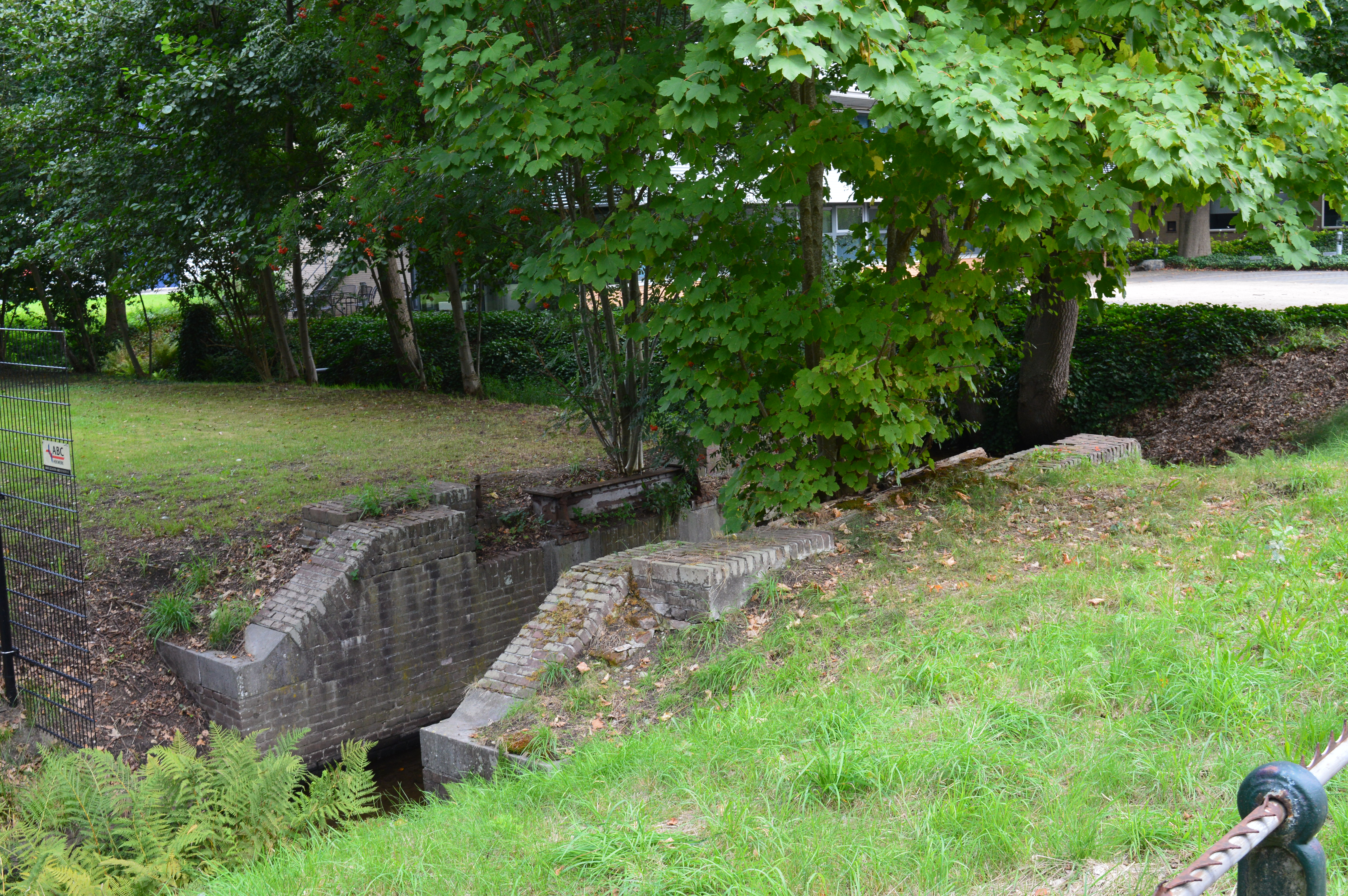
Spoorbrug, Heerde